# Associação Esportiva Vilense Futsal
A Associação Esportiva Vilense Futsal (conhecido apenas por Vilense) é um clube brasileiro de futsal sediado na cidade de Pará de Minas, estado de Minas Gerais. Fundado em 20 de fevereiro de 1992, tem como suas cores tradicionais o vermelho (predominante), o preto, e o branco.
Representa o bairro Vila Maria no cenário esportivo paraminense.
Sua origem foi a partir de um antigo clube do bairro Vila Maria, que tinha o nome de Sevilha.
O mascote oficial é um Cachorro.
O Vilense é um dos clubes de futsal mais populares do Centro-Oeste Mineiro.
Embora tenha atuado em outras modalidades esportivas ao longo dos anos, seu reconhecimento e suas principais conquistas foram alcançados no futsal. O clube é o primeiro Campeão Municipal Oficial de Pará de Minas, conquistando o Bicampeonato da Copa Ouro de Futsal nos anos de 2005 e 2006. Ainda foi Campeão Municipal de Mateus Leme em 2005. A nível estadual, foi Campeão Regional do Centro-Oeste Mineiro em 2010, competição realizada no município mineiro de Serra da Saudade. Conquistou outros inúmeros títulos importantes na cidade de Pará de Minas.
Tem uma grande e apaixonada torcida, a condecorada Torcida Viloucos.
Tem como có-irmão, a equipe de futebol de campo, Vilense América Futebol Clube, que também representa o bairro Vila Maria nos campeonatos oficiais de futebol de campo em Pará de Minas e Região.
O Vilense, conquistou diversos títulos, sempre representando Pará de Minas no Estado de Minas.
Tem uma das categorias de base mais fortes e atuantes da região, formando bons cidadãos e revelando grandes atletas para o cenário esportivo paraminense.
Em 2017 o Vilense se filou à Federação Mineira de Futsal. Disputa o Campeonato Mineiro de Futsal Masculino, nas categorias de base, com a coordenação do professor Rodrigo dos Santos e também o Campeonato Mineiro de Futsal Feminino, também em suas categorias de base, com a coordenação do professor Renê Viegas.

## História

### Sevilha, a origem do Vilense
No final dos anos 80, o jovem Roberto Magalhães de Oliveira, era atleta de uma equipe de nome Sevilha, do bairro Vila Maria. Juntamente com os atletas Chico (goleiro), Ladinho, Drim, Beton, Vandinho, dentre outros, formavam uma equipe muito aguerrida, que disputava campeonatos e amistosos em Pará de Minas.
Tinha como rival do bairro a equipe do Vila Maria Esporte Clube, comandada pelo Sr. Pedro Gomes Moreira, o conhecido Pedro do Armazém. Nesta equipe atuavam os melhores jogadores do bairro, tendo todos os privilégios e praticamente toda a torcida do bairro.
O Sevilha, era uma família de amigos, porém não teve muito sucesso esportivo, não conseguindo conquistar títulos. Em determinado momento, o jogador Roberto resolveu sair da equipe e montar um novo time.

### O Primeiro time do Vilense
Como já era um líder por natureza e tinha um espírito de professor, Roberto, resolveu criar uma equipe com os adolescentes do bairro. Dentre essas crianças estavam os pequenos atletas Hofman, Marcinho, Fred, Rominho, Léo Babão, Toninho, Marcelo Piolho, Luquinha, Heleno, Charles Capoeira, dentre outros.
Inicialmente o nome do time seria Grêmio, porém por sugestão das crianças Hofman e Léo Babão, o nome da equipe passou a ser Vilense, por se tratar de um nome forte, que representasse o bairro Vila Maria.

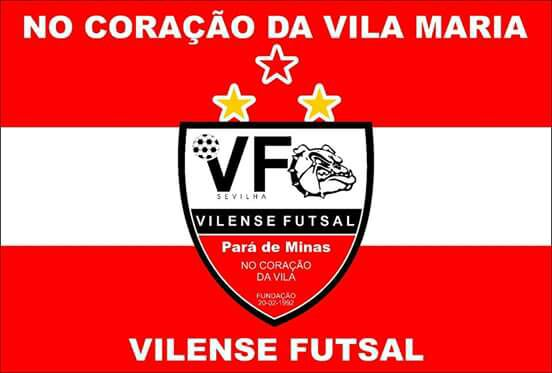
Bandeira Oficial do Vilense Futsal.

Um dos primeiros jogos do Vilense, foi justamente contra a equipe do Sevilha. A princípio os jogadores do Sevilha não queriam jogar contra o Vilense, por se tratar de uma equipe de adolescentes. Porém o amistoso aconteceu, e os jovens do Vilense golearam o Sevilha por 16 a 1, o que deu início a uma grande rivalidade entre as equipes.

### O Primeiro Título
O primeiro título destes adolescentes aconteceu em 1992, em um torneio infanto-juvenil realizado no Colégio Sagrado Coração de Maria, popularmente conhecido como Colégio das Irmãs.
Na final enfrentou a outra equipe do bairro, o Núcleo Esportivo Força Viva, comandada pelo professor Antônio Carlos da Fonseca, a qual foi vencida pelo placar de 9 a 1. Na equipe adversária, jogavam duas crianças, os pequenos Kadinho e Kokinho, que anos mais tarde ajudariam a formar uma excepcional geração de jogadores de futsal no Vilense.

### O Crescimento
O Vilense, com o passar dos anos, e com o amadurecimento dos jovens jogadores que atuavam pela equipe, passou a ser muito respeitado na cidade, disputando de igual para igual as competições com as equipes mais tradicionais de Pará de Minas.
Sempre trabalhando com a prata da casa, o Vilense se tornou referência em Pará de Minas, passando a conquistar incontáveis títulos, tanto nas Categorias de Base quanto na Categoria Adulto.
Com o grande crescimento da associação, visando voos maiores, houve a necessidade de legalizar a instituição.
Em meados de 2011, resolveu-se legalizar a equipe, fundando oficialmente a entidade e aclamando como primeiro presidente, o fundador do Vilense, o Sr. Roberto Magalhães de Oliveira.

### Momento Áureo
O Vilense Futsal viveu os melhores momentos de sua história no período de 2000 até 2006. Nesta época o Vilense ganhou seus maiores títulos, com destaque para o Bicampeonato do Torneio da Amizade do Bairro São Cristóvão 2003/2004, o título da Copa OSPASA de Mateus Leme 2005 e o Bicampeonato da Copa Ouro de Futsal 2005/2006.

### Ostracismo
Após o Bicampeonato da Copa Ouro de Futsal, no ano de 2006, foi o pior período da história do Vilense. Após a final deste campeonato, disputado contra o Estrela do bairro Santos Dumont, devido à uma grande briga que ocorreu, interrompendo a partida, houve uma desmotivação geral de todos os integrantes do Vilense, desde a torcida, diretoria, comissão técnica, atingindo até os jogadores. A fortíssima equipe do Vilense foi desmanchada, com os jogadores passando a atuar em diversos times diferentes da cidade. Os anos se passaram, o Vilense inclusive voltou a disputar campeonatos com a antiga formação, porém nunca mais reencontrou o seu verdadeiro futebol.

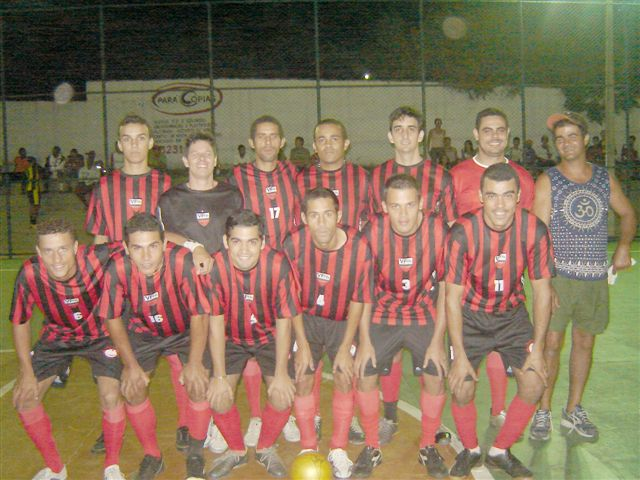
Vilense em 2007, grandes jogadores, mas o conjunto já não era mais o mesmo.

### Retomada de Grandes Disputas, a Nova Geração
Em 2010, o Vilense montou uma grande equipe, e conquistou o campeonato mais importante de sua história, sendo Campeão Regional do Centro-oeste Mineiro na cidade de Serra da Saudade. A equipe foi formada por alguns atletas da antiga geração, como Rominho e Kokinho, com alguns jovens atletas da base do Vilense, como Robertinho, Júlio e Mateuzinho, juntamente com alguns grandes jogadores da cidade de Pará de Minas, como Buléia, Coco, Acarajé, Renatinho, Bita, entre outros, formando uma verdadeira seleção que ficaria marcada para a história.

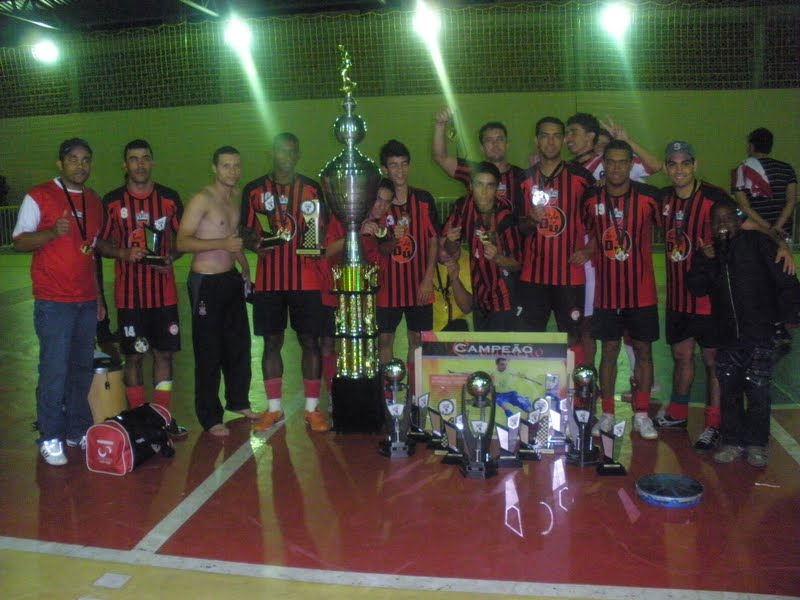
Vilense Campeão Regional Centro-oeste Mineiro 2010 em Serra da Saudade.

Com esse título, o Vilense retomou o caminho de glórias. A partir daí, surgiu a nova geração do Vilense, com Robertinho, Henrique, Luquinha, Mateus, Túlio, Marquinho, Leitão, dentre outros, que voltaram a disputar os campeonatos de igual para igual, inclusive sendo vice-campeões da Copa Ouro de Futsal em 2015.

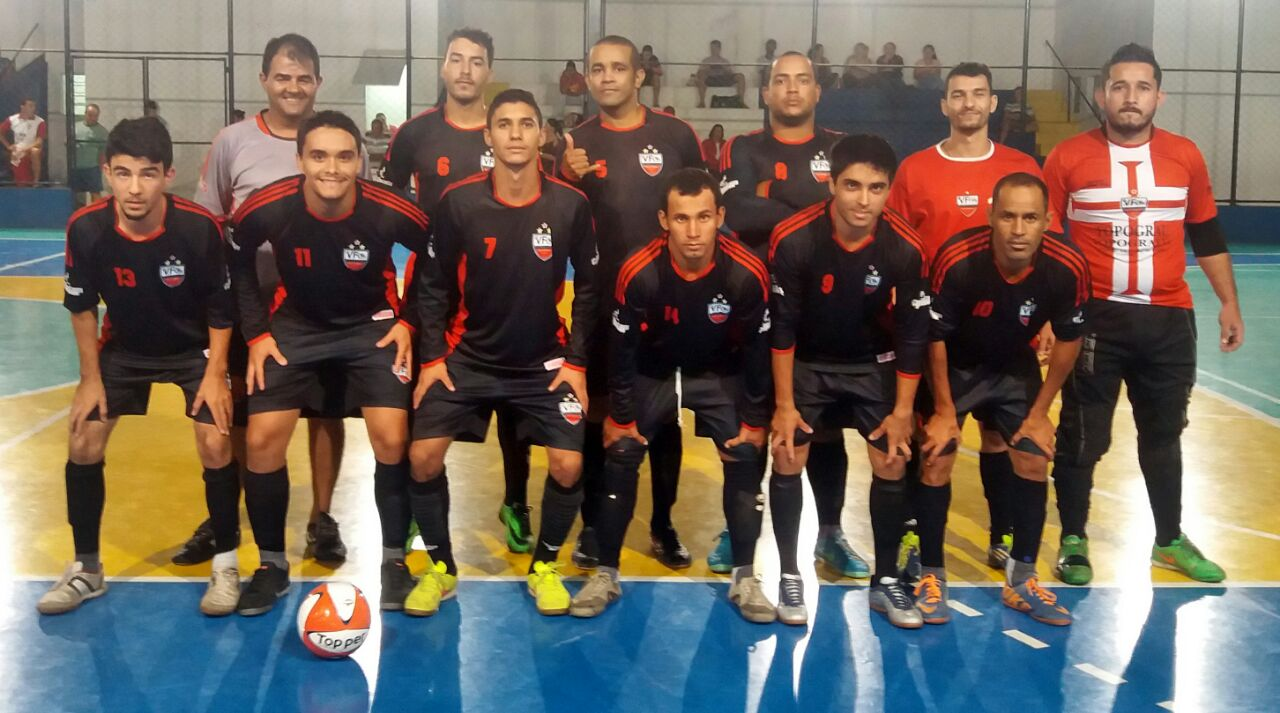
Vilense no Campeonato Regional de Igaratinga em 2015.

Foram retomadas as glórias passadas que levarão à camisa do Vilense à novas conquistas.

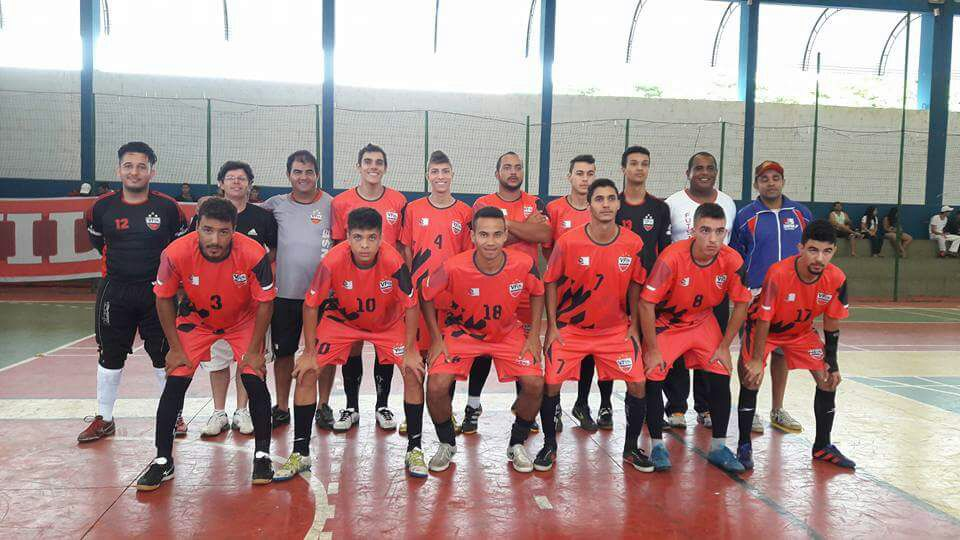
Vilense campeão do Torneio da Amizade Professor Daniel Barbosa 2016.

### VILENSE MASTER - Vilense Velha Guarda
No final do ano de 2016, os antigos atletas do Vilense, resolveram voltar a jogar juntos. Montaram uma nova equipe, e começaram a disputar alguns campeonatos. O primeiro destes campeonatos aconteceu no Torneio da Amizade do bairro Padre Libério. O Vilense Velha Guarda fez uma grande campanha, terminando o campeonato em 4º lugar.

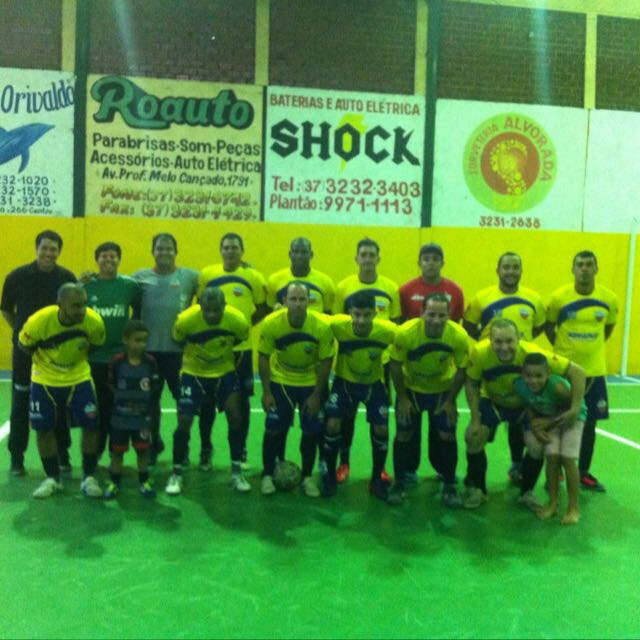
Vilense Velha Guarda, equipe veterana do Vilense.

São integrantes do Vilense Velha Guarda: Hofman, Pedrinho, Roberto, Kokinho, Rominho, Luquinha, Dênio, Kadinho, Diego Mirandinha, Eumário, Max, Jader Guedes, Kildare e Jairo.
Todos continuam atuando, sempre por amor ao futsal, mas especialmente pela honra jogar entre amigos e vestir novamente a gloriosa camisa do Vilense.

## Fundação Oficial
A Associação Esportiva Vilense Futsal é uma associação civil, sem fins econômicos, fundada de forma não-oficial em 20 de fevereiro em 1992, e oficialmente em 4 de julho de 2011.
Aos 4 dias do mês de julho do ano de 2011, reuniram-se na cidade de Pará de Minas, à Rua Engenheiro José Guimarães nº 314, bairro São Francisco, às 19h30, o Sr. Roberto Magalhães de Oliveira, o Sr. Alisson Heleno de Melo, o Sr. Eduardo Aparecido Silva, a Sra. Edilena Silva dos Anjos, o Sr. Rômulo Herculino de Araújo, a Sra. Josiane Maria Duarte, o Sr. Tirézio Henriques de Almeida, a Sra. Maria do Carmo Silva Duarte, o Sr. Roberto Rios de Oliveira, o Sr. Rodrigo Magalhães dos Reis, o Sr. Paulo Antônio Duarte, o Sr. José Geraldo Duarte, o Sr. Rodrigo dos Santos, o Sr. Paulo Nogueira Duarte, a Sra. Isabela Cecília Santos, o Sr. João Carlos do Couto, o Sr. Dênio Rodrigo do Nascimento e o Sr. Hofman Elias.
O Sr. Roberto Magalhães de Oliveira abriu a reunião, desejando boas vindas a todos e falando da alegria de estar presente naquela data para fundação da Associação Esportiva Vilense Futsal. Disse que todos ali estavam reunidos com o único intuito de fundar uma associação esportiva, recreativa e social que o representasse o futsal do bairro Vila Maria.
O Sr. Alisson Heleno de Melo falou com grande emoção sobre as memoráveis conquistas do Vilense e ressaltou a importância da fundação oficial da Associação Esportiva Vilense Futsal, dizendo que é sonho de todos os torcedores da equipe. Posteriormente parabenizou a todos pela colaboração naquela noite histórica.
Após a palavra do Sr. Alisson Heleno de Melo, o Sr. Paulo Antônio Duarte assumiu a palavra, falando da importância da instituição, enaltecendo que a oficialização da associação seria um marco e iria defender o futsal do bairro Vila Maria em todas as esferas. Colocou o estatuto da entidade em pauta, dissertou sobre diversos tópicos, explanando sobre todos os pontos importantes. Ficou estabelecido que o mandato da diretoria fosse de 4 anos, e explanou sobre os cargos que formariam a Diretoria. O estatuto foi aprovado de forma unânime.
Após a aprovação do estatuto, o Sr. Paulo Antônio Duarte sugeriu a formação de uma chapa para a Diretoria, com mandato para o quadriênio 2011 a 2014, onde que constava os nomes do Sr. Roberto Magalhães de Oliveira para presidente, o Sr. Alisson Heleno de Melo para vice-presidente. Formariam o Conselho Fiscal como membros efetivos o Sr. Rômulo Herculino de Araújo, na condição de Presidente, o Sr. Eduardo Aparecido Silva, a Sra. Edilena Silva dos Anjos, e como membros suplentes o Sr. Tirézio Henriques de Almeida, a Sra. Josiane Maria Duarte e a Sra. Maria do Carmo Silva Duarte. Sugeriu também a nomeação dos demais membros de diretoria sendo: para 1º Tesoureiro, o Sr. Roberto Rios de Oliveira, para 2º Tesoureiro, o Sr. Rodrigo Magalhães dos Reis, para 1º Secretário, o Sr. Paulo Antônio Duarte, para 2º Secretário, o Sr. José Geraldo Duarte, e para Diretor Esportivo o Sr. Rodrigo dos Santos.
Em conformidade de opinião com todos os membros da Assembleia Geral, a chapa foi aclamada por todos, sendo a partir de então a supracitada diretoria foi empossada.
Em 2012, o então vereador Vílson Antônio dos Santos, protocolou na Câmara Municipal de Pará de Minas, projeto de lei que declarava o Vilense Futsal como instituição de utilidade pública.
A Lei Municipal 5.348 de 15 de junho de 2012, declarou o Vilense Futsal como instituição de utilidade pública, pelos relevantes serviços prestados à comunidade paraminense.

## Diretorias

### Quadriênio 2011 a 2015
Primeira Diretoria do Vilense, aclamada em 4 de julho de 2011, data de fundação do Vilense Futsal.
| CARGO                        | NOME                          |
| ---------------------------- | ----------------------------- |
| Presidente                   | Roberto Magalhães de Oliveira |
| Vice-presidente              | Alisson Heleno de Melo        |
| Conselho Fiscal (Presidente) | Rômulo Herculino de Araújo    |
| Conselho Fiscal (Efetivo)    | Eduardo Aparecido Silva       |
| Conselho Fiscal (Efetivo)    | Edilena Silva dos Anjos       |
| Conselho Fiscal (Suplente)   | Tirézio Henriques de Almeida  |
| Conselho Fiscal (Suplente)   | Josiane Maria Duarte          |
| Conselho Fiscal (Suplente)   | Maria do Carmo Silva Duarte   |
| 1º Tesoureiro                | Roberto Rios de Oliveira      |
| 2º Tesoureiro                | Rodrigo Magalhães dos Reis    |
| 1º Secretário                | Paulo Antônio Duarte          |
| 2º Secretário                | José Geraldo Duarte           |
| Diretor Esportivo            | Rodrigo dos Santos            |

### Quadriênio 2016 a 2020
Diretoria reeleita, por aclamação, em 17 de agosto de 2016.
| CARGO                        | NOME                          |
| ---------------------------- | ----------------------------- |
| Presidente                   | Roberto Magalhães de Oliveira |
| Vice-presidente              | Alisson Heleno de Melo        |
| Conselho Fiscal (Presidente) | Rômulo Herculino de Araújo    |
| Conselho Fiscal (Efetivo)    | Denílson José Alves           |
| Conselho Fiscal (Efetivo)    | Edilena Silva dos Anjos       |
| Conselho Fiscal (Suplente)   | Fernando Pereira Campos       |
| Conselho Fiscal (Suplente)   | Josiane Maria Duarte          |
| Conselho Fiscal (Suplente)   | Maria do Carmo Silva Duarte   |
| 1º Tesoureiro                | Roberto Rios de Oliveira      |
| 2º Tesoureiro                | Ronaldo Vandeir Lopes         |
| 1º Secretário                | Paulo Antônio Duarte          |
| 2º Secretário                | José Geraldo Duarte           |
| Diretor Esportivo            | Patrick Luiz Alves dos Santos |

## Filiação à Federação Mineira de Futsal
Em 2017, o Vilense se filiou à Federação Mineira de Futsal, podendo a partir de então, representar o futsal paraminense em qualquer competição no Estado de Minas Gerais, inclusive a nível profissional, se a Diretoria assim entender.

## Sede Social
A sede social do Vilense Futsal se localiza à Rua Engenheiro José Guimarães, nº 314, na Cidade de Pará de Minas, no Estado de Minas Gerais, onde está edificada a Quadra Poliesportiva do Bairro Vila Maria. A referida quadra foi inaugurada em 1992, quanto também foi fundado o Vilense Futsal. A mesma, durante sua existência passou por diversas reformas, sendo que a maior delas se deu início no final de 2016, com o início da construção da  tão sonhada cobertura da mesma.

## Vilense América Futebol Clube, clube irmão
Fundado em 1º de janeiro de 2000, o Vilense América Futebol Clube é um clube de futebol amador da cidade de Pará de Minas. Trata-se de um clube do bairro Vila Maria, sendo um clube irmão do Vilense Futsal.

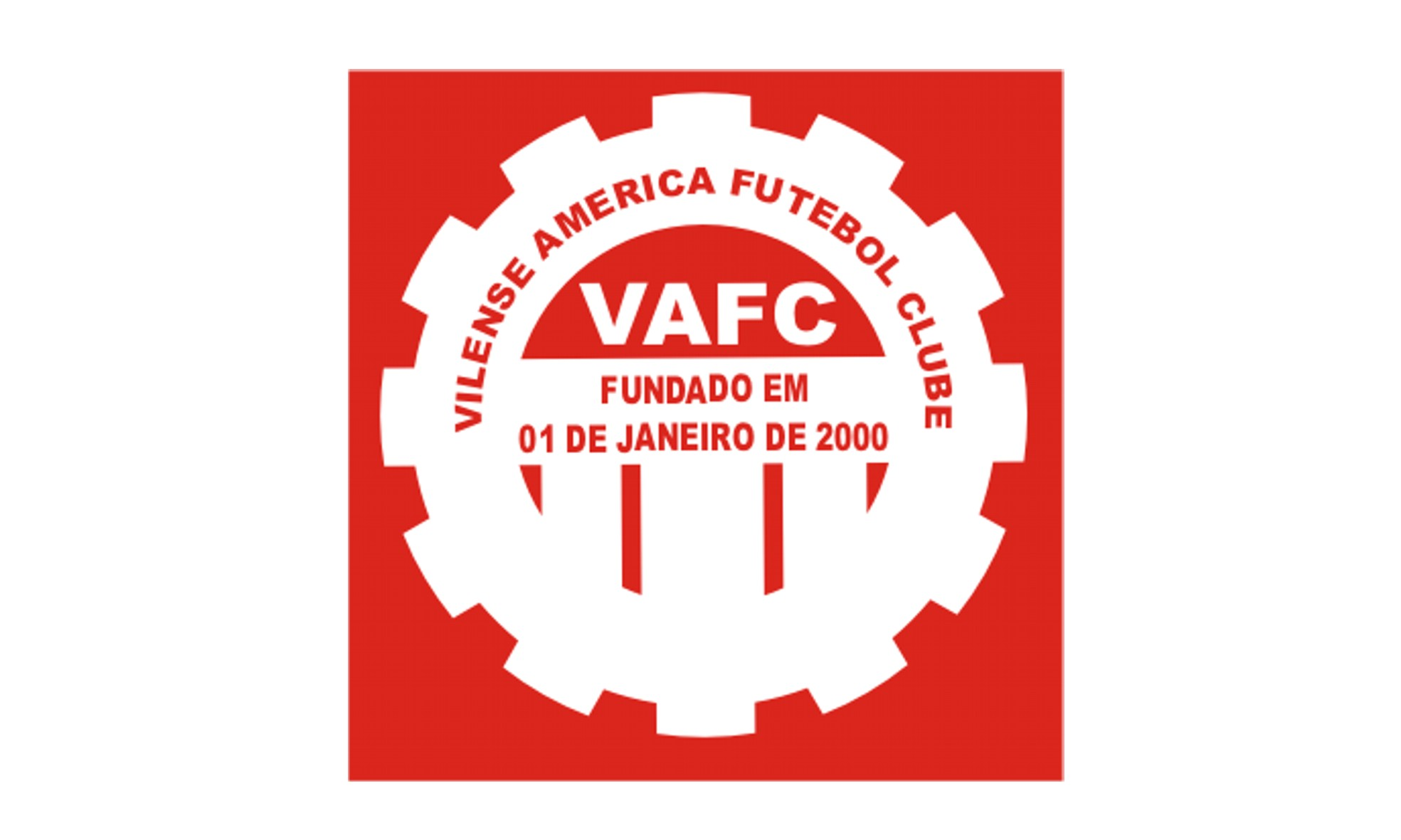
Vilense América Futebol Clube

Além do mesmo nome, compartilham o mesmo bairro e o amor da mesma torcida.
Em alguns momentos, as diretorias das duas entidades já tiveram divergências de opinião, no entanto sempre no mais alto nível de respeito. Há muito tempo, as duas entidades têm uma relação muito cordial. Em momentos difíceis da equipe de futsal, o Vilense América já cedeu inúmeras vezes uniformes e outros materiais para a equipe poder disputar campeonatos. O Vilense Futsal já cedeu alguns jogadores para atuarem no campo.
Diversos troféus do Vilense Futsal, ficam expostos na sede social do seu có-irmão, no famoso Bar do Zé Pequitito.
As festas em comemoração às grandes conquistas do Vilense sempre ocorreram no Bar do Zé Pequitito, sempre com a colaboração dos có-irmãos.
O Vilense América, tem como grande incentivador e pedra fundamental, o Sr. Eduardo Aparecido Silva, que nos momentos difíceis, tanto financeiros quanto de crises esportivas, nunca desistiu, sempre deixando de pé essa grande instituição.

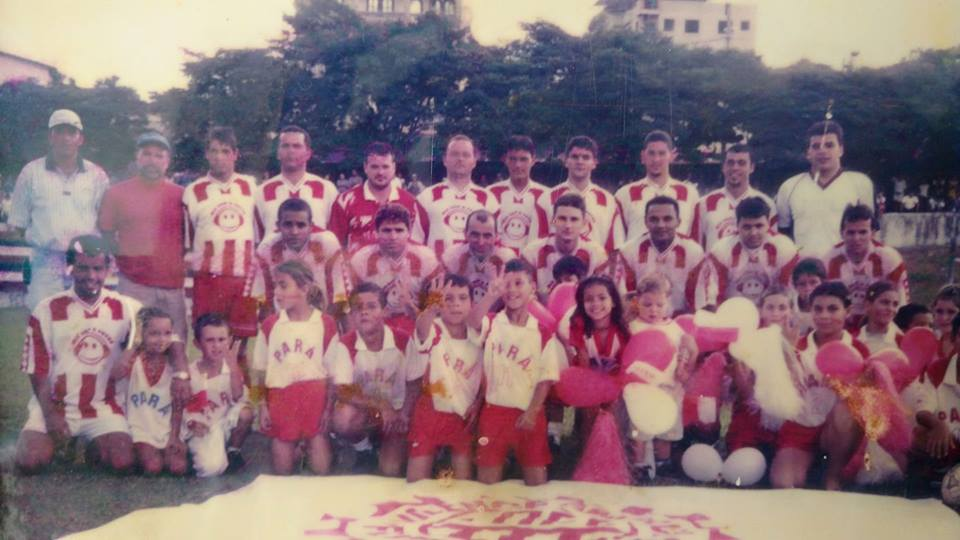
Time do Vilense América Futebol Clube no ano 2000.

O Vilense ainda não conquistou o título municipal de Pará de Minas, mas por diversas vezes realizou grandes campanhas, passando perto da conquista, contando com equipes de alto nível.
Em 2015, conquistou a 2ª Divisão do Campeonato Municipal de Pará de Minas. Motivo de orgulho, afinal um clube desta grandeza, passa por momentos difíceis, caí e se ergue novamente.
Em 14 de março de 2017, às 20h, na sede do Vilense no Bairro Vila Maria, o presidente Gerson Vieira Martins tomou posse para assumir a direção máxima do clube pelos próximos dois anos.
O Vilense América sempre estará no coração da Vila, despertando o sentimento que é possível, e que em breve o bairro poderá comemorar a conquista tão sonhada.

## Viloucos, uma grande e apaixonada torcida
O Vilense tem uma grande e apaixonada torcida, de nome Viloucos.  Reconhecidamente, tanto pela mídia paraminense, quanto por torcedores aliados e rivais, trata-se de uma das torcidas mais vibrantes e atuante de Pará de Minas. Apoia em todas as causas do Vilense, desde as categorias de base, até empurrando as equipes principais para as grandes conquistas. Sempre com o ideal de apoiar a equipe, fazendo grandes festas e promovendo a paz no esporte, a Viloucos sempre encheu campos e ginásios, trazendo alegria para o esporte paraminense.

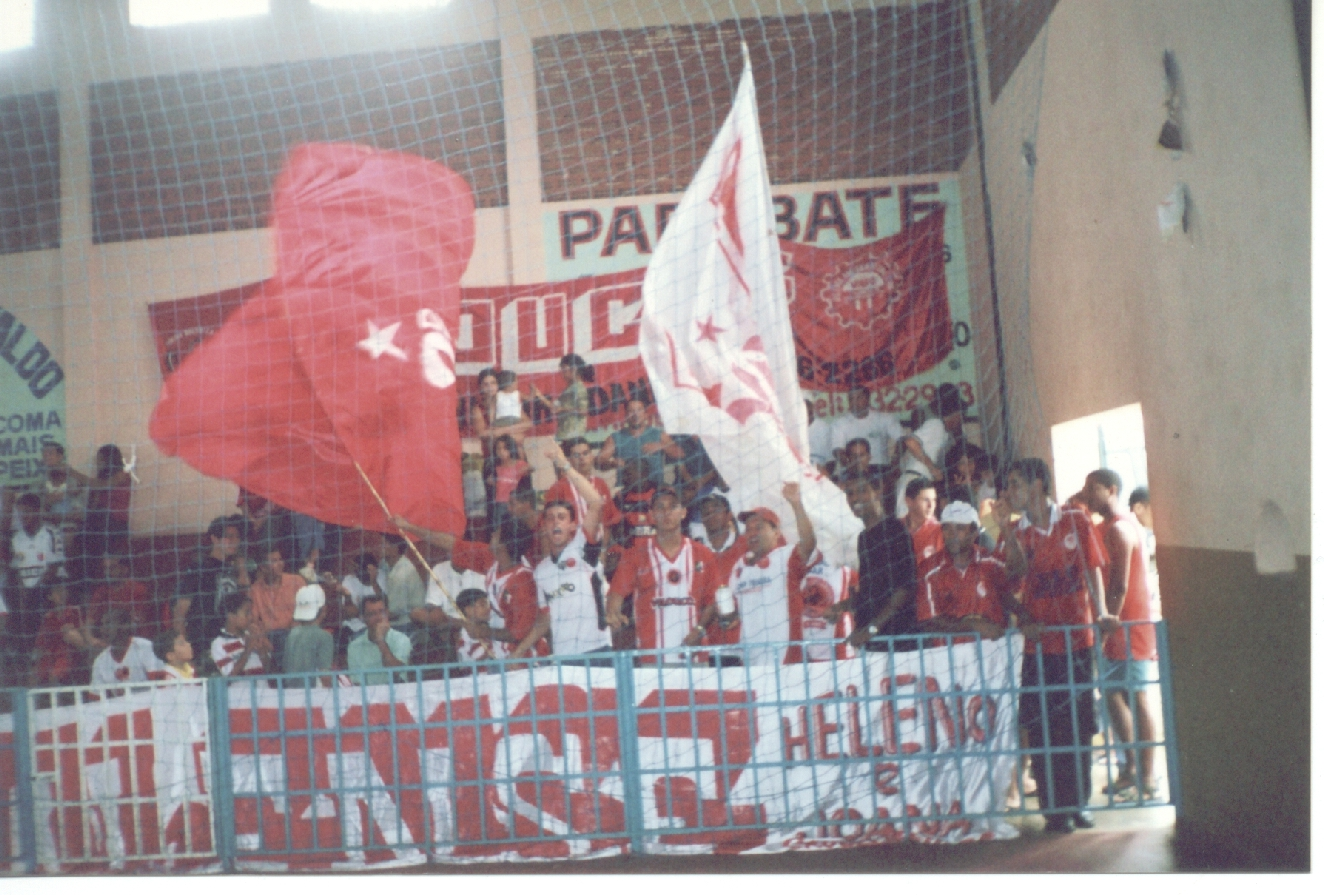
Torcida Organizada Viloucos

Sempre no intuito de apoiar incondicionalmente o Vilense, em 1º de janeiro de 2001, a Viloucos foi fundada. O eterno presidente é o Sr. Gleydson Lúcio Ferreira, que desde sempre contribuiu para o crescimento do Vilense, e por consequência, o crescimento da torcida. Torcedor entusiasmado e inovador, sempre disposto a apoiar o Vilense, seja em que modalidade estiver em disputa.

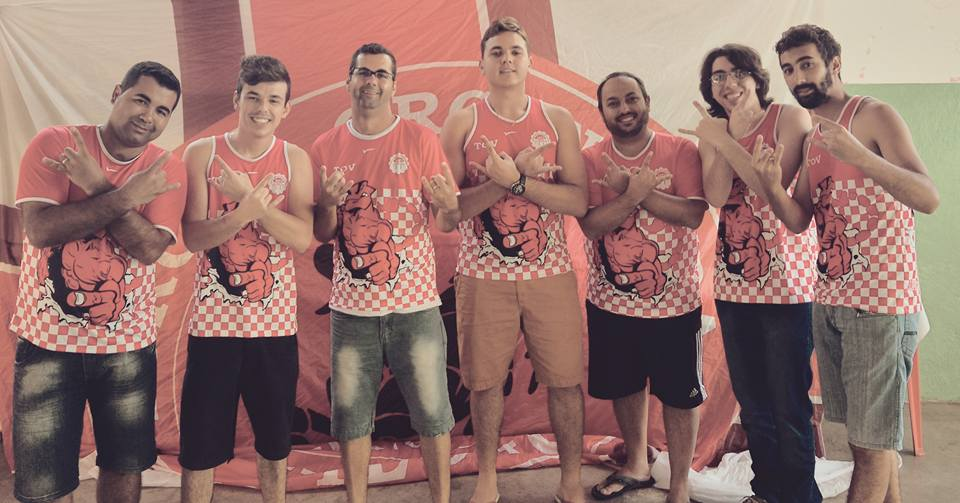
Sempre com Gleydson no comando, velha guarda e nova geração das Viloucos, unidos por um Vilense forte!

## Grandes Rivais

### Clube Praça de Esportes (Infanto-Juvenil)
O primeiro grande rival do Vilense era a equipe infanto-juvenil do Clube Praça de Esportes do Pará.
Era uma equipe bancada financeiramente pelo falecido Chiquinho Gordo. Nesta equipe haviam jogadores como Hamilton do Tô a Tôa, Roger, Piolho do São Luiz, Rodrigo Loirinho, dentre outros.
A rivalidade era tamanha, que em determinada final de campeonato, os jovens da Praça de Esportes se concentraram no clube, aguardando a final. Enquanto isso a molecada do Vilense ficava até altas horas da madrugada na rua. Mas nada disso importou, no final o Vilense venceu por 2 a 1 e se sagrou campeão.

### Sevilha
Com a saída do atleta Roberto Magalhães do Sevilha, e a criação do Vilense, criou-se uma pequena rivalidade entre as equipes. Os integrantes do Sevilha tinha um pouco de ressentimento em relação ao Roberto, transformando os amistosos das equipes em verdadeiras batalhas. No entanto, o Sevilha nunca foi páreo para a molecada do Vilense.

### Time da Praça
Conhecidos como o Time da Praça, a equipe formada pelos jogadores Porquinho, Marquinho Canhoto, Zé Maurício, Arnaldo Sapo, César, Bimba, Fuca, dentre outros, foi uma asa negra do Vilense em determinado período de sua história. Disputou campeonatos com inúmeros nomes de time, como Praça de Esportes, Tintas Eletro, Paraense, Pet Food Nero & Max e por último Malucão.
Ganhou diversos campeonatos na região, tornando sempre a vida do Vilense muito difícil. Houve inclusive uma final na Praça de Esportes, em que venceu o Vilense por 10 a 1, em uma noite iluminada do goleiro Porquinho e desastrosa da equipe do Vilense.
O primeiro campeonato vencido pelo Vilense em cima do Time da Praça foi em 2002, em um campeonato realizada na Quadra Poliesportiva da Vila Maria. Naquela noite o Vilense venceu por 8 a 5, em uma grande atuação da equipe, especialmente do ala Rominho, fazendo o gol mais bonito da história do Vilense, chapelando o jogador Jader e encobrindo o goleiro Porquinho.
A partir desta data, o Vilense tomou confiança e assumiu o protagonismo do confronto, vencendo a maioria das disputas.
Sempre foi uma rivalidade muito sadia, com os jogadores muito amigos. Corrobora para isso o fato de atletas de ambas as equipes terem atuado em diversas oportunidades pela equipe adversária.

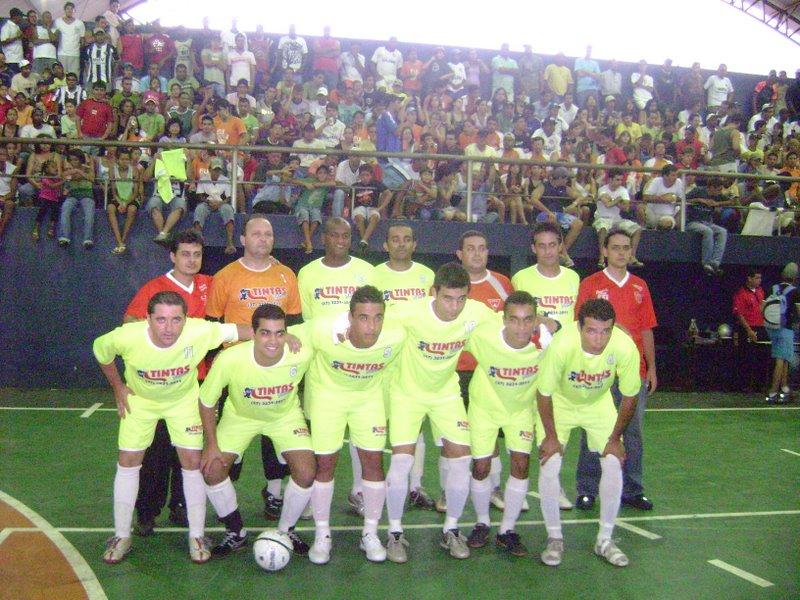
Time da Praça (Tintas Eletro)

### SAME
A SAME, equipe do bairro Nossa Senhora de Fátima, sempre foi uma grande equipe de Pará de Minas. Formada por jogadores como Buléia, Limão, Tuca, Tobias, Léo, Alex, Mauricinho, dentre outros, marcou época na cidade.
Equipe leal, sempre primou pelo bom futebol, especialmente pela eterna dupla Tuca e Tobias.
Fez diversas grandes disputas com o Vilense, sempre sendo uma disputa equilibrada e com o resultado imprevisível.

### Estrela
Vilense e Estrela do bairro Santos Dumont foram a maior rivalidade da história do futsal de Pará de Minas.
Travaram inúmeras batalhas dentro de quadra, sempre como o Vilense levando a melhor.
O início dessa grande rivalidade aconteceu na final do 3º Torneio da Amizade no bairro São Cristóvão, no ano de 2004. O Estrela vencia o jogo por 7 a 4, faltando aproximadamente 10 minutos para se encerrar o tempo regulamentar. Porém em um final dramático, com o jogador Rominho fazendo diversos gols de tiro livre direto, o Vilense virou para 8 a 7. O clima de tensão se tornou tão insustentável, que antes do apito final começou uma briga generalizada entre os torcedores, com o juiz encerrando a partida e o Vilense sendo declarado o justo campeão.
Após este episódio o ódio tomou conta da torcida do Estrela. Em 2006, Vilense e Estrela, iriam decidir um campeonato no bairro Serra Verde. No entanto, o Vilense não pôde comparecer a partida, pois havia um clima bélico no ar, com os jogadores e torcida do Vilense ameaçados, inclusive de morte. Por isso a diretoria do Vilense sabiamente optou por abrir mão do título e não disputar a decisão.
O auge da rivalidade ocorreu na final da 2ª Copa Ouro de Futsal, em 2006. Com o ginásio absolutamente lotado, aos 7 minutos da primeira etapa, quando o Vilense vencia por 1 a 0, com gol de Rominho, aconteceu uma briga generalizada de proporção gigantesca, iniciada pela senhorita Carol, torcedora do Estrela. A briga foi tão surreal, que poderia ter havido vítimas fatais na mesma. Feliz não ocorreu. A final foi cancelada, e posteriormente o título foi dividido entre as duas equipes.
Depois do episódio de 2006, a rivalidade diminuiu significativamente. Hoje em dia o Estrela foi desativado, sem na sua história ter conseguido ter nenhuma conquista importante.

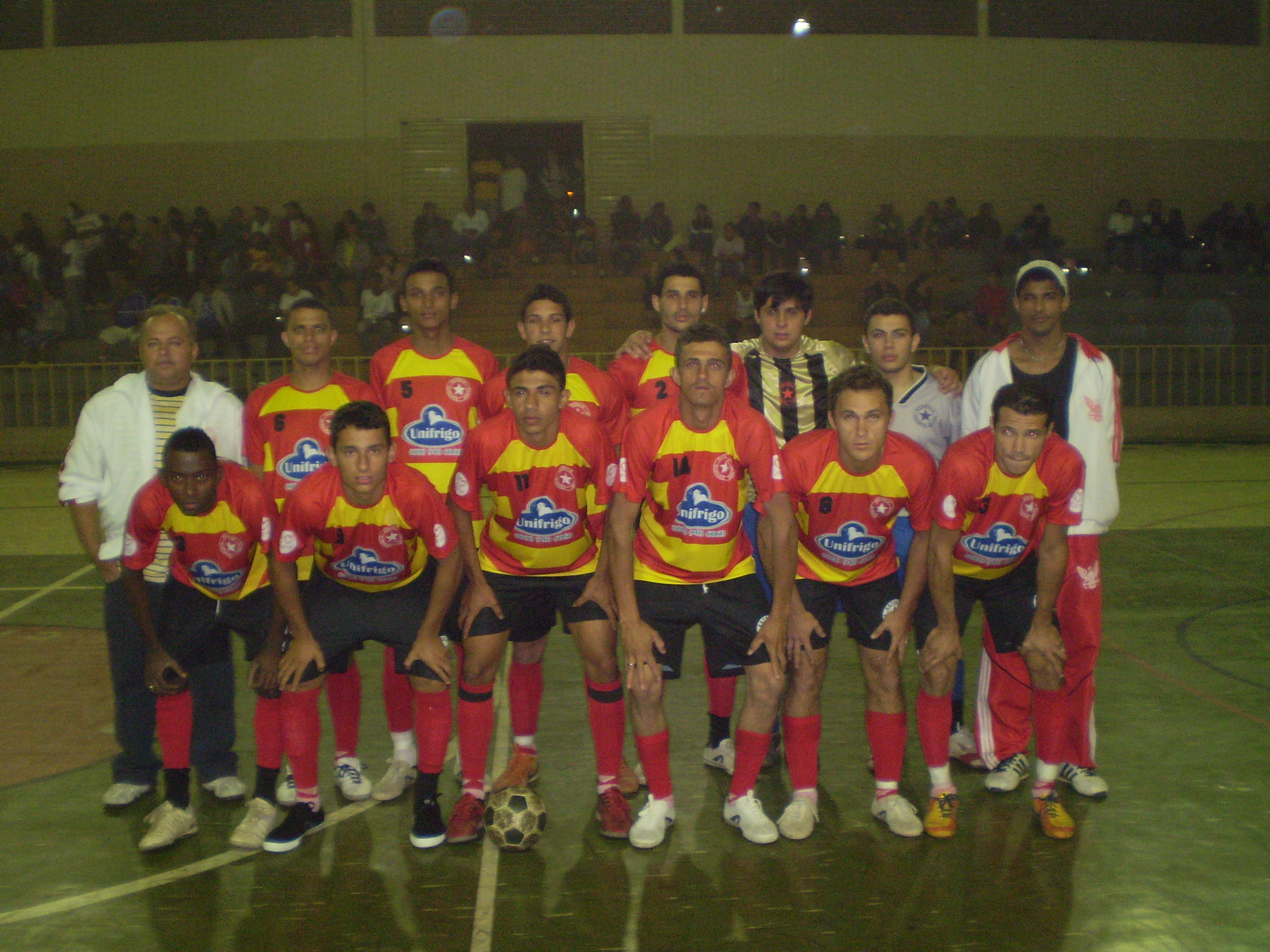
Estrela (Santos Dumont)

## Categorias de Base

### Projeto Social
Na Quadra Poliesportiva da Vila Maria, sempre na liderança do Roberto Magalhães, acontece há vários anos um Projeto Social que tira crianças e adolescentes das ruas, proporcionando esporte e lazer para todos. Estas crianças participam das atividades proporcionadas pelo Vilense Futsal e passam a integrar as categorias de base do mesmo.
Há alguns anos existia um imóvel anexo à Quadra Poliesportiva da Vila Maria onde funcionava a instituição de nome Casa do Caminho. Esta instituição recebia crianças em situação de pobreza e abandono, algumas inclusive órfãs. Parte destas crianças, inclusive participavam das atividades do Vilense Futsal. O referido imóvel foi demolido, não estando mais funcionando a Casa do Caminho no local.

### Categorias de Base do Vilense, referência em Pará de Minas e região
Desde sempre, o Vilense Futsal foi um clube alicercado na lapidação de seus jogadores nas categorias de base. Já na sua primeira equipe, 100% da sua formação era composta por jovens jogadores que moravam no bairro Vila Maria e redondeza.

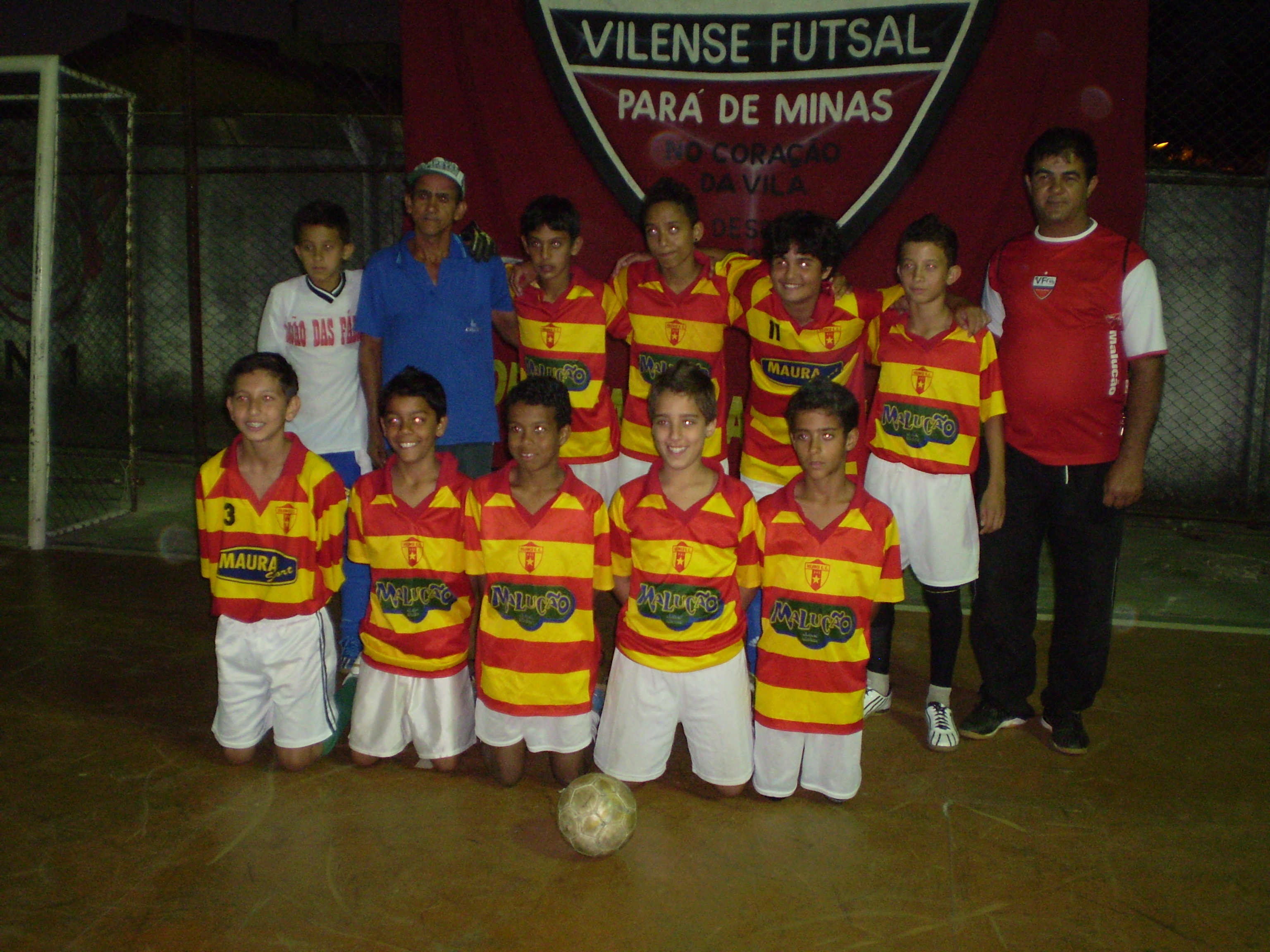
Categorias de Base do Vilense

Depois da chegada do professor Rodrigo Santos ao Vilense, em 2010, houve um salto de qualidade, com o Vilense crescendo ainda mais as atividades na base.
Hoje em dia, o Vilense Futsal é referência no Centro-oeste mineiro, disputando inúmeras competições importantes, aumentando significativamente o número de troféus no seu pavilhão de conquistas.

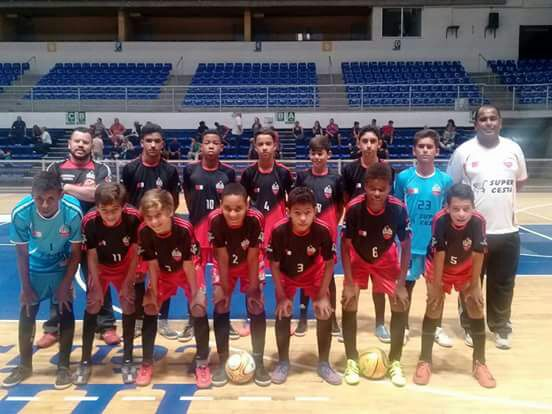
Vilense Futsal atuando no Ginásio do Minas Tênis Clube.

Atualmente o Vilense Futsal, disputa campeonatos mineiros nas categorias inferiores, representando Pará de Minas e sendo um orgulho para o bairro Vila Maria.

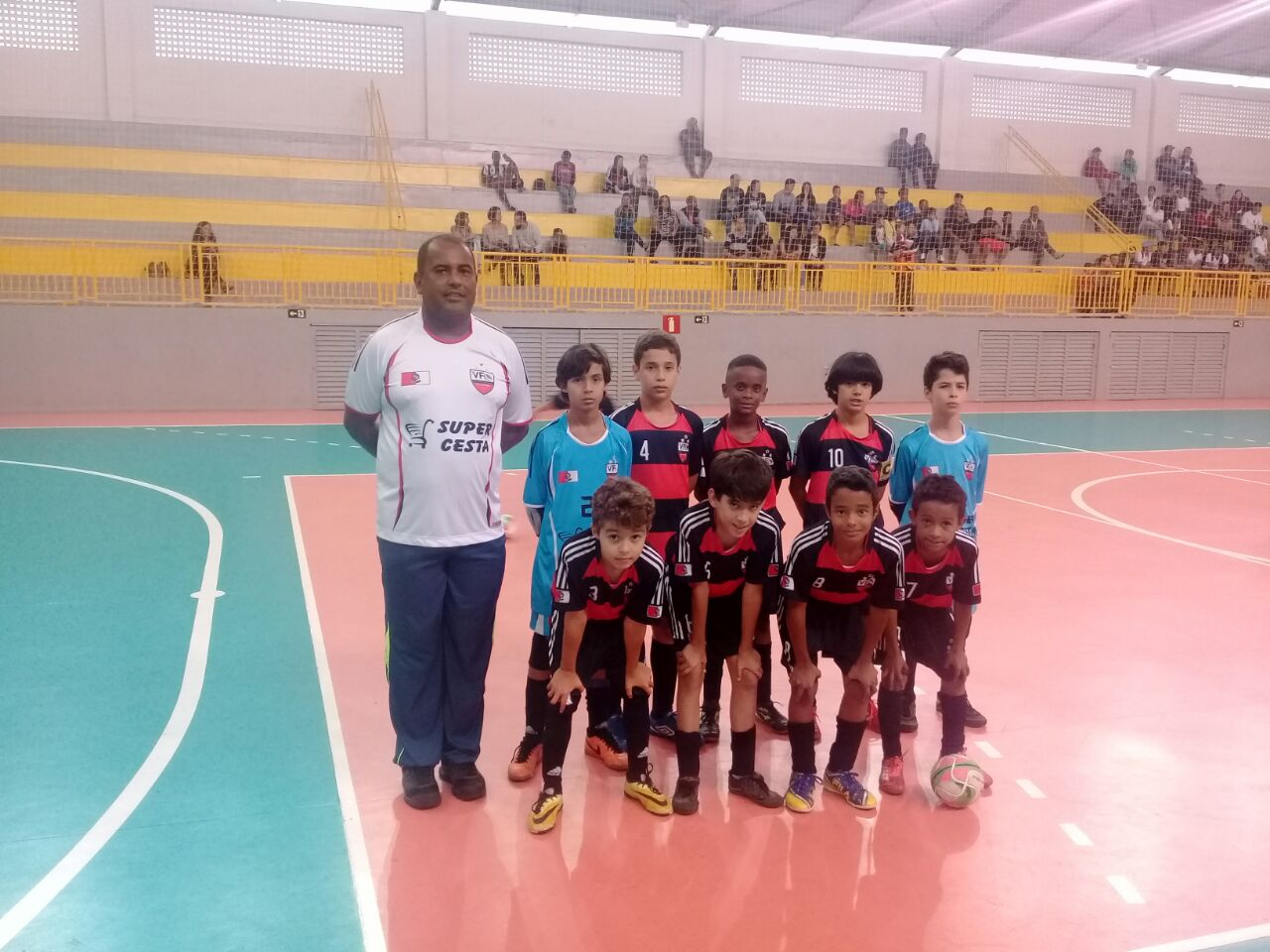
Professor Rodrigo Santos comandando o Vilense Sub-11 no Campeonato Mineiro de Futsal 2017.

### Vilense, categoria de base que revela jogadores profissionais
O Vilense é reconhecidamente umas agremiações que mais revela atletas em Pará de Minas, inclusive à nível profissional.
O atleta Henrique Paulino, revelado pelo Vilense, jogou em equipes como Francana (SP), onde inclusive disputou a Taça São Paulo de Futebol Júnior e Cuiabá (MT), dentre outras. Devido a algumas contusões que teve na carreira, decidiu encerrar a carreira profissional, voltando à sua cidade natal.

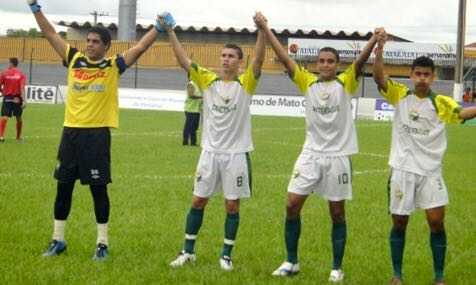
Henrique atuando pelo Cuiabá (MT)

O atleta Lucas Ferreira, também revelado pelo Vilense, já defendeu equipes como o Colégio Piaget de Belo Horizonte e o Olympico, também de Belo Horizonte. Atualmente defende a equipe do Educar Futsal, da cidade de Nossa Senhora da Glória (SE), que disputa o Campeonato Sergipano de Futsal, inclusive tendo sido convocado para pré-lista da Seleção Brasileira Sub-20 de Futsal.

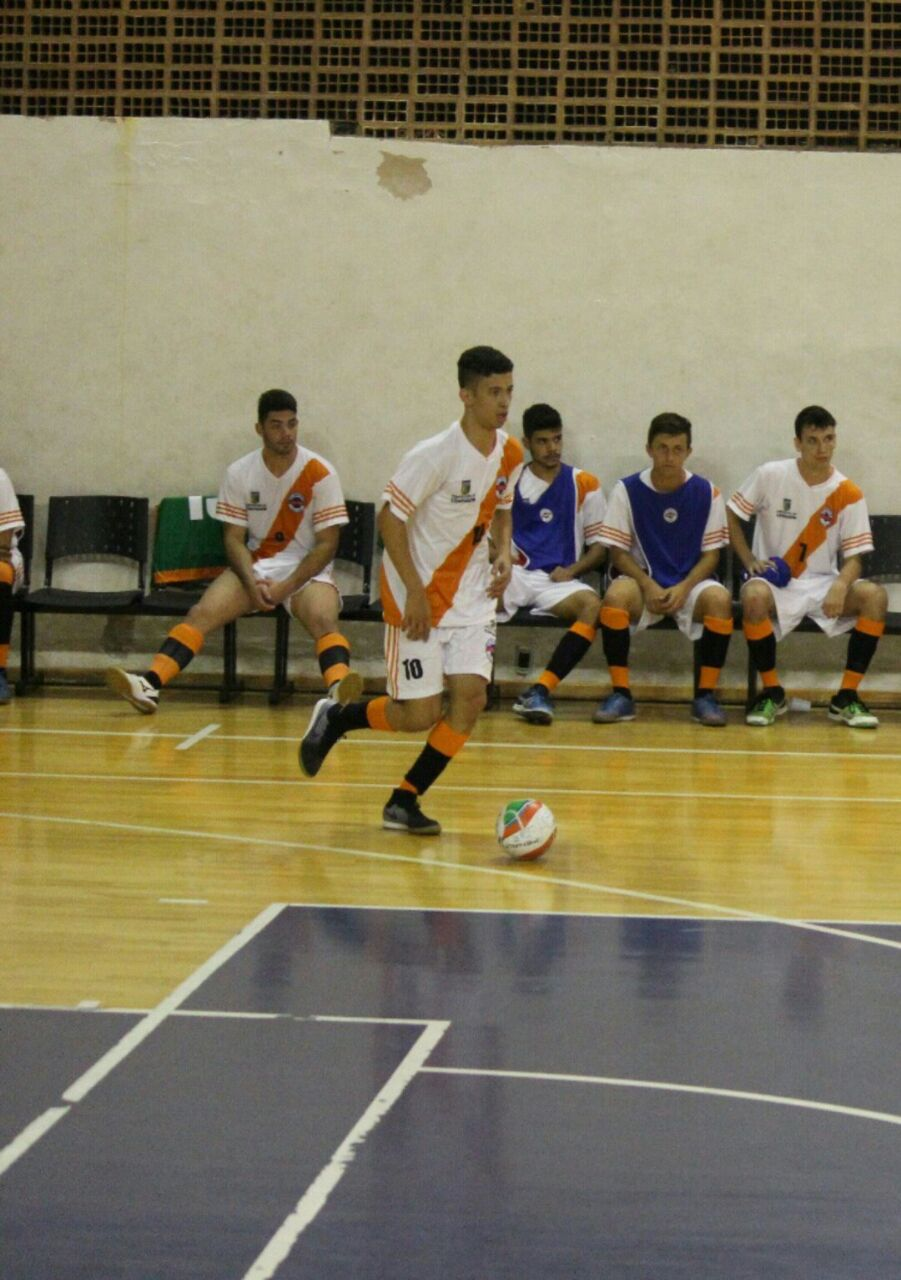
Lucas atuando pelo Colégio Piaget.

## Futsal Feminino
No início de 2017, o Vilense firmou parceria com o professor Renê Viegas, que possuía toda a estrutura do antigo projeto feminino do Karrossel Paraminense, passando a partir de então a representar o bairro Vila Maria nos campeonatos de futsal a nível estadual.

## Títulos

### Títulos Categoria Adulto
| ANO  | COMPETIÇÃO                                                      | COLOCAÇÃO                 | ADVERSÁRIO DO JOGO FINAL                | PLACAR DO JOGO FINAL |
| ---- | --------------------------------------------------------------- | ------------------------- | --------------------------------------- | -------------------- |
| 2000 | Copa Vila Maria                                                 | Campeão                   | Vasco (Recanto da Lagoa)                | 03 x 01              |
| 2001 | 1ª Copa Mix Som Maura Sport                                     | 3º lugar                  | Rivergolo (Dom Bosco)                   | 04 x 02              |
| 2002 | Torneio da Amizade de Tavares                                   | Vice-Campeão              | Tavares                                 | 04 x 05              |
| 2002 | 2ª Copa Free Som Maura Sport                                    | Campeão Invicto           | Pet Food Nero & Max                     | 08 x 05              |
| 2003 | 2º Torneio da Amizade do Bairro São Cristóvão                   | Campeão                   | CCL / Itambé                            | 05 x 02              |
| 2003 | 1º Torneio Relâmpago do Bairro Belvedere                        | Campeão Invicto           | Associação Belvedere                    | 06 x 01              |
| 2004 | 3º Torneio da Amizade do Bairro São Cristóvão                   | Bicampeão                 | Estrela (Santos Dumont)                 | 08 x 07              |
| 2004 | Jogos do Interior de Minas Gerais - JIMI                        | 3º Lugar 1ª Etapa (Arcos) | Pontos Corridos                         | Não Houve            |
| 2004 | Copa Pé Na Terra de Futsal Bairro Belvedere                     | Campeão Invicto           | Associação Vila Nossa Senhora Aparecida | 02 x 01              |
| 2004 | Torneio Interbairros                                            | Vice-campeão              | SAME                                    | 04 x 05              |
| 2005 | Campeonato Municipal de Pará de Minas - 1ª Copa Ouro de Futsal  | Campeão Invicto           | Clube Praça de Esportes do Pará         | 02 x 01              |
| 2005 | 1º Torneio Relâmpago Maura Sport (Quadra São Francisco)         | Campeão Invicto           | SAME                                    | 05 x 01              |
| 2005 | Campeonato Municipal de Mateus Leme (Copa OSPASA)               | Campeão Invicto           | Apollo (Mateus Leme)                    | 05 x 02 / 04 x 04    |
| 2006 | Campeonato Municipal de Pará de Minas - 2ª Copa Ouro de Futsal  | Bicampeão Invicto         | Estrela (Santos Dumont)                 | 01 x 00              |
| 2010 | Campeonato Regional Centro-Oeste Mineiro (Serra da Saudade)     | Campeão Invicto           | Pé Na Terra (Pará de Minas)             | 07 x 01              |
| 2012 | 1ª Copa Cidade de Florestal                                     | 3º Lugar                  | Índice Técnico                          | Não Houve            |
| 2015 | 1ª Copa de Futsal Bairro JK                                     | 3º Lugar                  | Índice Técnico                          | Não Houve            |
| 2015 | Campeonato Municipal de Pará de Minas - 10ª Copa Ouro de Futsal | Vice-campeão              | Barcelona                               | 05 x 06              |
| 2016 | 2º Torneio da Amizade Ginásio Fernando Otávio                   | Campeão                   | Santos                                  | 02 x 00              |
| 2017 | 3º Torneio da Amizade Ginásio Fernando Otávio                   | Vice-campeão Invicto      | Borussia                                | 00 x 00              |
| 2017 | Copa Itaúna de Futsal                                           | Vice-campeão              | Peixe Frito (Itaúna)                    | 01 x 02              |
| 2017 | 1ª Copa UNISPORT de Futsal                                      | Vice-campeão              | Borussia                                | 03 x 06              |

### Títulos Categorias de Base
| ANO  | COMPETIÇÃO | COLOCAÇÃO       | ADVERSÁRIO DO JOGO FINAL    | PLACAR DO JOGO FINAL |
| ---- | --- | --------------- | --------------------------- | -------------------- |
| 1992 | SUB-15 - Copa Infanto-Juvenil de Futsal Colégio Sagrado Coração de Maria                                        | Campeão         | Núcleo Esportivo Força Viva | 09 x 01              |
| 2008 | SUB-17 - 2ª Copa Ouro de Futsal Juvenil                                                                         | Campeão         | Associação São Cristóvão    | 04 x 03              |
| 2011 | SUB-12 - 1ª Copa SESI/ASCIPAM                                                                                   | Vice-campeão    |                             |                      |
| 2011 | SUB-12 - 1ª Festival de Futsal da Prefeitura de Pará de Minas                                                   | Campeão         |                             |                      |
| 2012 | SUB-13 - 2ª Copa Betim de Futsal                                                                                | Campeão         |                             |                      |
| 2012 | SUB-15 - 1ª Copa Pequi de Futsal                                                                                | Campeão         |                             |                      |
| 2012 | SUB-15 - 1ª Copa Manejo de Futsal                                                                               | Campeão         |                             |                      |
| 2012 | SUB-13 - 1ª Copa Líder de Futsal Carmo do Cajuru                                                                | Vice-campeão    |                             |                      |
| 2012 | SUB-12 - 2ª Copa SESI/ASCIPAM                                                                                   | Vice-campeão    |                             |                      |
| 2013 | SUB-14 - 3ª Copa SESI/ASCIPAM                                                                                   | Campeão         |                             |                      |
| 2013 | SUB-12 - 3ª Copa SESI/ASCIPAM                                                                                   | Vice-campeão    |                             |                      |
| 2013 | SUB-16 - 3ª Copa SESI/ASCIPAM                                                                                   | Vice-campeão    |                             |                      |
| 2013 | SUB-15 - 1ª Copa Shalon de Futsal                                                                               | Campeão         |                             |                      |
| 2013 | SUB-13 - 1ª Copa Shalon de Futsal                                                                               | Vice-campeão    |                             |                      |
| 2014 | SUB-11 - 1º Torneio de Verão AABB                                                                               | Vice-campeão    |                             |                      |
| 2014 | SUB-13 - 1º Torneio de Verão AABB                                                                               | Campeão         |                             |                      |
| 2014 | SUB-15 - 1º Torneio de Verão AABB                                                                               | Vice-campeão    |                             |                      |
| 2014 | SUB-14 - 1º Torneio Bairro São Cristóvão                                                                        | Campeão         |                             |                      |
| 2014 | SUB-14 - 1ª Copa Pequi de Futsal                                                                                | Campeão         |                             |                      |
| 2014 | SUB-15 - 1ª Copa dos Campeões                                                                                   | Campeão         |                             |                      |
| 2014 | SUB-13 - 1º Torneio de Verão AABB                                                                               | Campeão         |                             |                      |
| 2014 | SUB-10 - 2ª Copa Geração do Futuro                                                                              | Vice-campeão    |                             |                      |
| 2014 | SUB-10 - 4ª Copinha de Futsal Betim/Juatuba                                                                     | Vice-campeão    |                             |                      |
| 2015 | SUB-11 - 1º Pequi Verão de Futsal (Categoria 2003)                                                              | Campeão Invicto | Pequi                       | 03 x 02              |
| 2015 | SUB-14 - 1º Pequi Verão de Futsal (Categoria 2001)                                                              | Campeão Invicto | Igarapé                     | 02 x 00              |
| 2015 | SUB-16 - 1ª Copa Pará de Minas de Futsal (Categoria 1999)                                                       | Campeão         |                             |                      |
| 2015 | SUB-10 - 1ª Copa Regional de Futsal Cidade de Igaratinga (Categoria 2005)                                       | Campeão         |                             |                      |
| 2015 | SUB-12 - 1ª Copa Regional de Futsal Cidade de Igaratinga (Categoria 2003)                                       | Vice-campeão    |                             |                      |
| 2015 | SUB-14 - 1ª Copa Regional de Futsal Cidade de Igaratinga (Categoria 2001/2002)                                  | Campeão         |                             |                      |
| 2015 | SUB-10 - 4ª Copa Pequi de Futsal (Categoria 2005)                                                               | Campeão         |                             |                      |
| 2015 | SUB-14 - 2ª Copa dos Campeões de Futsal (Categoria 2001)                                                        | Campeão         |                             |                      |
| 2015 | SUB-10 - 2ª Copa dos Campeões de Futsal (Categoria 2005)                                                        | Vice-campeão    |                             |                      |
| 2016 | SUB-11 - 2ª Torneio Bariri em Forma                                                                             | Campeão         |                             |                      |
| 2016 | SUB-14 - Liga Desportiva do Centro-Oeste Mineiro - LIDCOM DE FUTSAL - 1ª Etapa (Pará de Minas) (Categoria 2002) | Vice-campeão    |                             |                      |
| 2016 | SUB-12 - Liga Desportiva do Centro-Oeste Mineiro - LIDCOM DE FUTSAL - 1ª Etapa (Pará de Minas) (Categoria 2004) | Vice-campeão    |                             |                      |
| 2016 | SUB-17 - Liga Desportiva do Centro-Oeste Mineiro - LIDCOM DE FUTSAL - 2ª Etapa (Abaeté) (Categoria 1999)        | Campeão         |                             |                      |
| 2016 | SUB-11 - 1ª Copa de Futsal Clube ASCIPAM (Categoria 2005)                                                       | Campeão         |                             |                      |
| 2016 | SUB-10 - 5ª Copa JEFF Sport / CEPLT de Futsal de Itaúna (Categoria 2006)                                        | Campeão         |                             |                      |
| 2016 | SUB-11 - 3ª Copa dos Campeões de Futsal (Categoria 2005)                                                        | Campeão         |                             |                      |
| 2016 | SUB-10 - 1º Torneio Futuro Craque de Futsal de Conceição do Pará (Categoria 2006)                               | Campeão         |                             |                      |
| 2016 | SUB-12 - 1º Torneio Futuro Craque de Futsal de Conceição do Pará (Categoria 2004)                               | Vice-campeão    |                             |                      |
| 2016 | SUB-08 - 1ª Copa Society Bola da Vez (Categoria 2008)                                                           | Vice-campeão    |                             |                      |
| 2016 | SUB-11 - 5ª Copa Pequi de Futsal (Categoria 2005)                                                               | Vice-campeão    |                             |                      |

### Títulos Categoria Master
| ANO  | COMPETIÇÃO                                        | COLOCAÇÃO | ADVERSÁRIO DO JOGO FINAL | PLACAR DO JOGO FINAL |
| ---- | ------------------------------------------------- | --------- | ------------------------ | -------------------- |
| 2016 | Torneio da Amizade do Bairro Padre Libério Adulto | 4º Lugar  | Borussia                 | 05 x 06              |
| 2020 | Copa Regional Sicoob Credicoop (Pitangui)         | Campeão   | Estrela / Bloco Uai      | 04 x 03              |

## Grandes Campanhas do Vilense

### Campeão 2ª Copa Free Som Maura Sport de Futsal 2002
| DATA       | FASE      | TIME A  | PLACAR  | TIME B              |
| ---------- | --------- | ------- | ------- | ------------------- |
| 13/08/2002 | 1ª Fase   | Vilense | 05 x 03 | Paraense            |
| 20/08/2002 | 1ª Fase   | Vilense | 06 x 03 | São Francisco       |
| 27/08/2002 | 1ª Fase   | Vilense | 05 x 02 | SAME                |
| 03/09/2002 | Semifinal | Vilense | 08 x 04 | Pavepe              |
| 10/09/2002 | Final     | Vilense | 08 x 05 | Pet Food Nero & Max |

### Campeão 2º Campeonato da Amizade Bairro São Cristóvão 2003

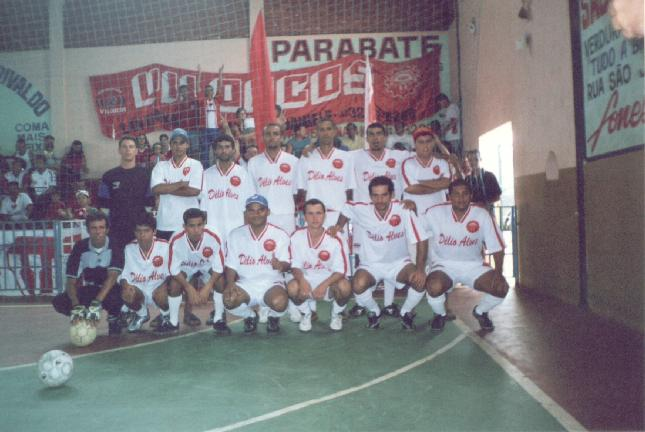
Time Campeão 2º Torneio da Amizade do Bairro São Cristóvão 2003.

| DATA       | FASE      | TIME A  | PLACAR  | TIME B                          |
| ---------- | --------- | ------- | ------- | ------------------------------- |
| 24/11/2002 | 1ª Fase   | Vilense | 10 x 09 | Zanelo Embalagem                |
| 01/12/2002 | 1ª Fase   | Vilense | 07 x 04 | São Francisco                   |
| 07/12/2002 | 1ª Fase   | Vilense | 04 x 04 | CCL / Itambé                    |
| 15/12/2002 | 1ª Fase   | Vilense | 08 x 06 | Pet Food Nero & Max             |
| 22/12/2002 | 1ª Fase   | Vilense | 03 x 02 | Associação São Cristóvão / SAME |
| 29/12/2002 | 1ª Fase   | Vilense | 02 x 11 | Cantareira                      |
| 05/01/2003 | 1ª Fase   | Vilense | 06 x 03 | Karrossel                       |
| 11/01/2003 | Semifinal | Vilense | 07 x 07 | Cantareira                      |
| 19/01/2003 | Final     | Vilense | 05 x 02 | CCL / Itambé                    |

### Bicampeão 3º Campeonato da Amizade Bairro São Cristóvão 2004

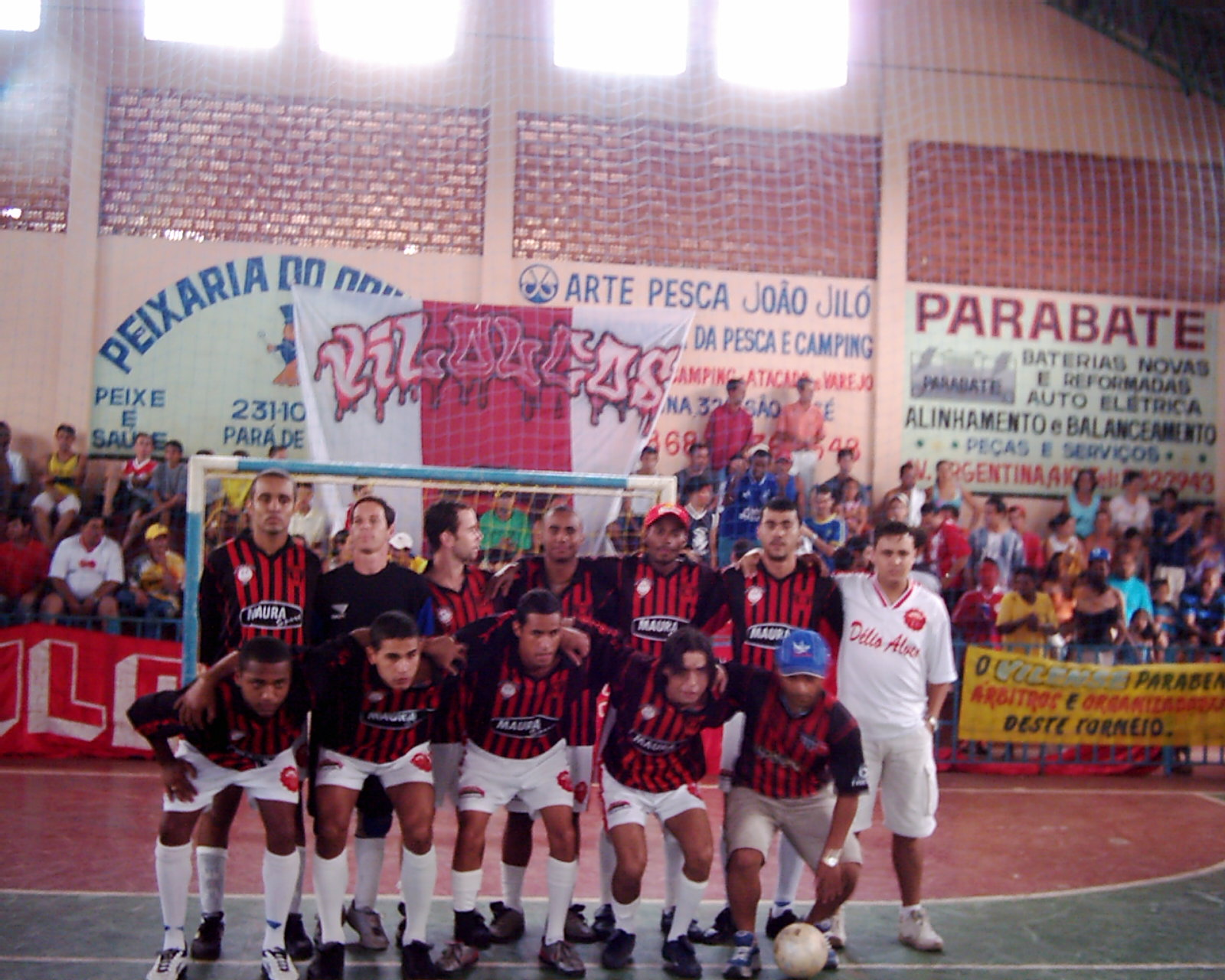
Time Bicampeão 3º Torneio da Amizade do Bairro São Cristóvão 2004.

| DATA       | FASE             | TIME A  | PLACAR  | TIME B                  |
| ---------- | ---------------- | ------- | ------- | ----------------------- |
| 03/01/2004 | 1ª Fase          | Vilense | 04 x 03 | Rivergolo (Dom Bosco)   |
| 11/01/2004 | 1ª Fase          | Vilense | 09 x 07 | São Francisco           |
| 17/01/2004 | 1ª Fase          | Vilense | 03 x 05 | Areia Elite             |
| 25/01/2004 | 1ª Fase          | Vilense | 06 x 09 | Cantareira              |
| 01/02/2004 | 1ª Fase          | Vilense | 06 x 05 | Unifrigo                |
| 08/02/2004 | Quartas-de-Final | Vilense | 07 x 04 | Fiorentina              |
| 15/02/2004 | Semifinal        | Vilense | 08 x 04 | Unifrigo                |
| 29/02/2004 | Final            | Vilense | 08 x 07 | Estrela (Santos Dumont) |

### JIMI - Jogos do Interior de Minas Gerais 2004 - 3º lugar da 1ª Etapa (Arcos)

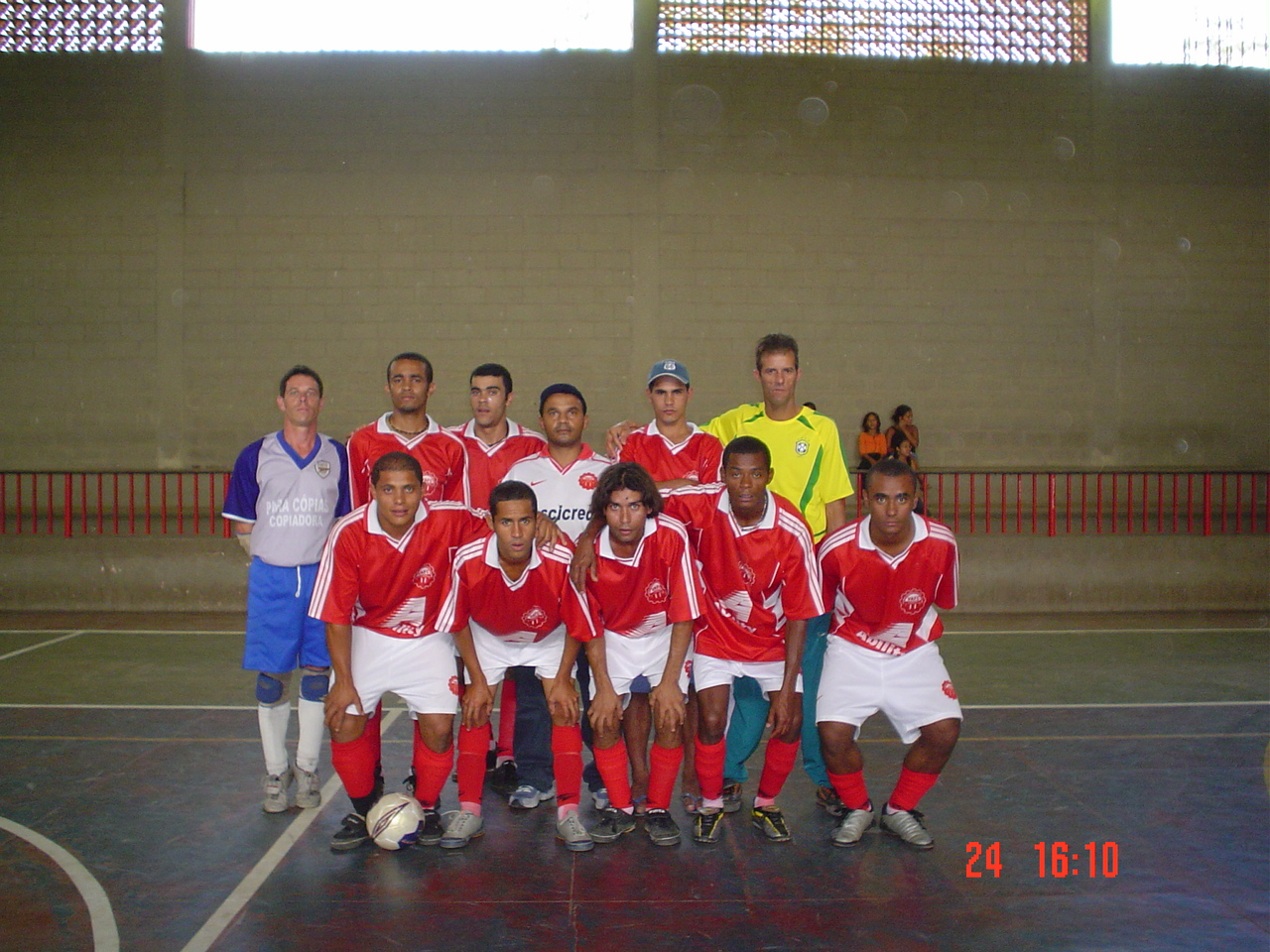
Equipe do Vilense que representou Pará de Minas nos Jogos do Interior de Minas - JIMI 2004

| DATA       | FASE                  | TIME A                  | PLACAR  | TIME B              |
| ---------- | --------------------- | ----------------------- | ------- | ------------------- |
| 23/04/2004 | Arcos (1ª Etapa)      | Vilense / Pará de Minas | 03 x 07 | Pitangui            |
| 24/04/2004 | Arcos (1ª Etapa)      | Vilense / Pará de Minas | 09 x 04 | Luz                 |
| 25/04/2004 | Arcos (1ª Etapa)      | Vilense / Pará de Minas | 14 x 03 | Santa Rosa da Serra |
| 10/06/2004 | Vespasiano (2ª Etapa) | Vilense / Pará de Minas | 07 x 09 | Ribeirão das Neves  |
| 11/00/2004 | Vespasiano (2ª Etapa) | Vilense / Pará de Minas | 06 x 07 | Pitangui            |

### Campeão Copa Pé Na Terra de Futsal (Belvedere) 2004
| DATA       | FASE      | TIME A  | PLACAR  | TIME B                                  |
| ---------- | --------- | ------- | ------- | --------------------------------------- |
| 09/05/2004 | 1ª Fase   | Vilense | 09 x 02 | Vila Nova                               |
| 15/05/2004 | 1ª Fase   | Vilense | 03 x 02 | Associação Vila Nossa Senhora Aparecida |
| 23/05/2004 | 1ª Fase   | Vilense | 04 x 02 | Rio do Peixe                            |
| 27/06/2004 | Semifinal | Vilense | 09 x 01 | Meireles                                |
| 04/07/2004 | Final     | Vilense | 02 x 01 | Associação Vila Nossa Senhora Aparecida |

### Vice-Campeão Torneio Interbairros de Pará de Minas 2004
| DATA       | FASE       | TIME A  | PLACAR  | TIME B                                  |
| ---------- | ---------- | ------- | ------- | --------------------------------------- |
| 23/08/2004 | 1ª Fase    | Vilense | 07 x 06 | Estrela (Santos Dumont)                 |
| 25/08/2004 | 1ª Fase    | Vilense | 05 x 06 | Bibinho (Santos Dumont)                 |
| 04/09/2004 | 1ª Fase    | Vilense | 12 x 04 | Molduras Sul Minas (Dom Bosco)          |
| 13/09/2004 | 1ª Fase    | Vilense | 09 x 09 | SAME (Nossa Senhora de Fátima)          |
| 22/09/2004 | Repescagem | Vilense | 06 x 06 | Associação Vila Nossa Senhora Aparecida |
| 24/09/2004 | Semifinal  | Vilense | 09 x 04 | Associação São Cristóvão                |
| 26/09/2004 | Final      | Vilense | 04 x 05 | SAME (Nossa Senhora de Fátima)          |

### Campeão Municipal de Pará de Minas - 1ª Copa Ouro de Futsal 2005

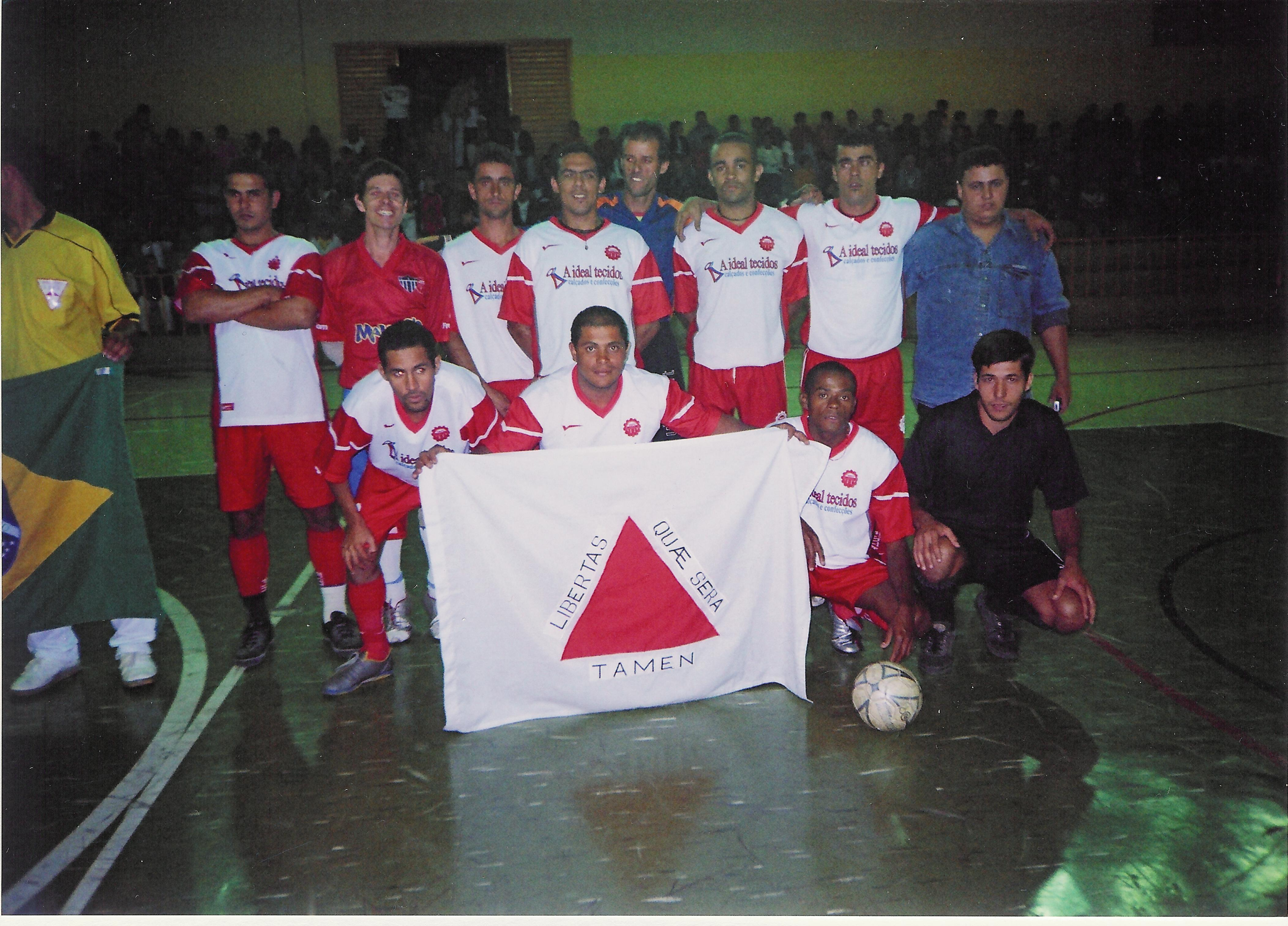
Time Campeão 1ª Copa Ouro de Futsal 2005.

| DATA       | FASE             | TIME A  | PLACAR  | TIME B                          |
| ---------- | ---------------- | ------- | ------- | ------------------------------- |
| 13/05/2005 | 1ª Fase          | Vilense | 05 x 03 | Karrossel                       |
| 01/06/2005 | 1ª Fase          | Vilense | 06 x 01 | Molduras Sul Minas              |
| 15/06/2005 | 1ª Fase          | Vilense | 03 x 02 | Gol de Placa                    |
| 17/06/2005 | Quartas-de-Final | Vilense | 05 x 02 | Serra Verde                     |
| 24/06/2005 | Semifinal        | Vilense | 04 x 02 | ASCIPAM                         |
| 29/06/2005 | Final            | Vilense | 02 x 01 | Clube Praça de Esportes do Pará |

### Campeão Municipal de Mateus Leme - Copa OSPASA 2005
| DATA       | FASE             | TIME A            | PLACAR  | TIME B                        |
| ---------- | ---------------- | ----------------- | ------- | ----------------------------- |
| 10/09/2005 | 1ª Fase          | Vilense / Malucão | 06 x 03 | Churú-Churú (Mateus Leme)     |
| 18/09/2005 | 1ª Fase          | Vilense / Malucão | 04 x 02 | Apollo (Mateus Leme)          |
| 24/09/2005 | 1ª Fase          | Vilense / Malucão | 07 x 02 | Rosário Central (Mateus Leme) |
| 02/10/2005 | 1ª Fase          | Vilense / Malucão | 03 x 02 | Os Perdidos (Mateus Leme)     |
| 16/10/2005 | 1ª Fase          | Vilense / Malucão | 03 x 01 | Praça de Esportes (Itaúna)    |
| 22/10/2005 | Quartas-de-Final | Vilense / Malucão | 06 x 02 | SPP (Mateus Leme)             |
| 30/10/2005 | Semifinal        | Vilense / Malucão | 04 x 04 | Sem Juízo (Mateus Leme)       |
| 06/11/2005 | Final (1º Jogo)  | Vilense / Malucão | 05 x 02 | Apollo (Mateus Leme)          |
| 12/11/2005 | Final (2º Jogo)  | Vilense / Malucão | 04 x 04 | Apollo (Mateus Leme)          |

### Bicampeão Municipal de Pará de Minas - 2ª Copa Ouro de Futsal 2006

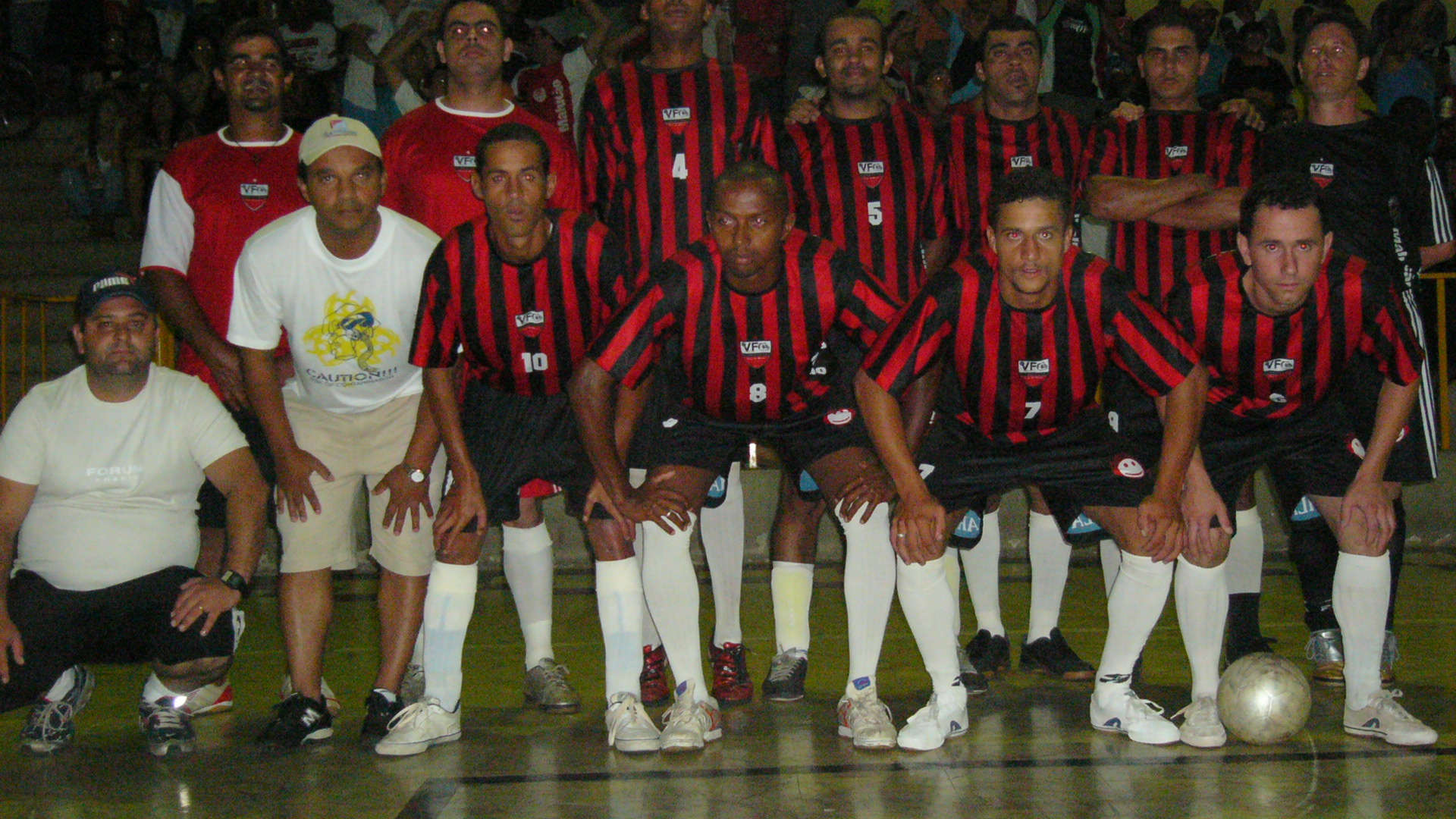
Time Bicampeão 2ª Copa Ouro de Futsal 2006.

| DATA       | FASE             | TIME A  | PLACAR  | TIME B                          |
| ---------- | ---------------- | ------- | ------- | ------------------------------- |
| 16/09/2006 | 1ª Fase          | Vilense | 05 x 00 | Clube Praça de Esportes do Pará |
| 30/09/2006 | 1ª Fase          | Vilense | 04 x 04 | Grêmio (Tabatinga)              |
| 13/09/2006 | 1ª Fase          | Vilense | 04 x 01 | Dragões de Fogo                 |
| 22/09/2006 | Quartas-de-Final | Vilense | 06 x 01 | RPM (Torneiros)                 |
| 29/09/2006 | Semifinal        | Vilense | 06 x 04 | Malucão                         |
| 06/10/2006 | Final            | Vilense | 01 x 00 | Estrela (Santos Dumont)         |

### 4º Lugar Campeonato Municipal de Mateus Leme - Copa OSPASA 2006
| DATA       | FASE                             | TIME A  | PLACAR  | TIME B                             |
| ---------- | -------------------------------- | ------- | ------- | ---------------------------------- |
| 15/10/2006 | 1ª Fase                          | Vilense | 08 x 05 | Palestra (Mateus Leme)             |
| 29/10/2006 | 1ª Fase                          | Vilense | 05 x 04 | Reid Money (Mateus Leme)           |
| 05/11/2006 | 1ª Fase                          | Vilense | 11 x 03 | Time do Mé (Sítio Novo)            |
| 12/11/2006 | 1ª Fase                          | Vilense | 03 x 03 | Frontale (Juatuba)                 |
| 18/11/2006 | 1ª Fase                          | Vilense | 02 x 03 | Apollo 2 (Mateus Leme)             |
| 26/11/2006 | Quartas-de-Final                 | Vilense | 05 x 01 | Cowboys da Madrugada (Mateus Leme) |
| 03/12/2006 | Semifinal                        | Vilense | 02 x 04 | Apollo (Mateus Leme)               |
| 10/12/2006 | Decisão Terceiro Lugar (1º Jogo) | Vilense | 07 x 09 | Reid Money (Mateus Leme)           |
| 16/12/2006 | Decisão 3º Lugar (2º Jogo)       | Vilense | 06 x 04 | Reid Money (Mateus Leme)           |

### Campeão Regional do Centro-Oeste Mineiro (Serra da Saudade) 2010

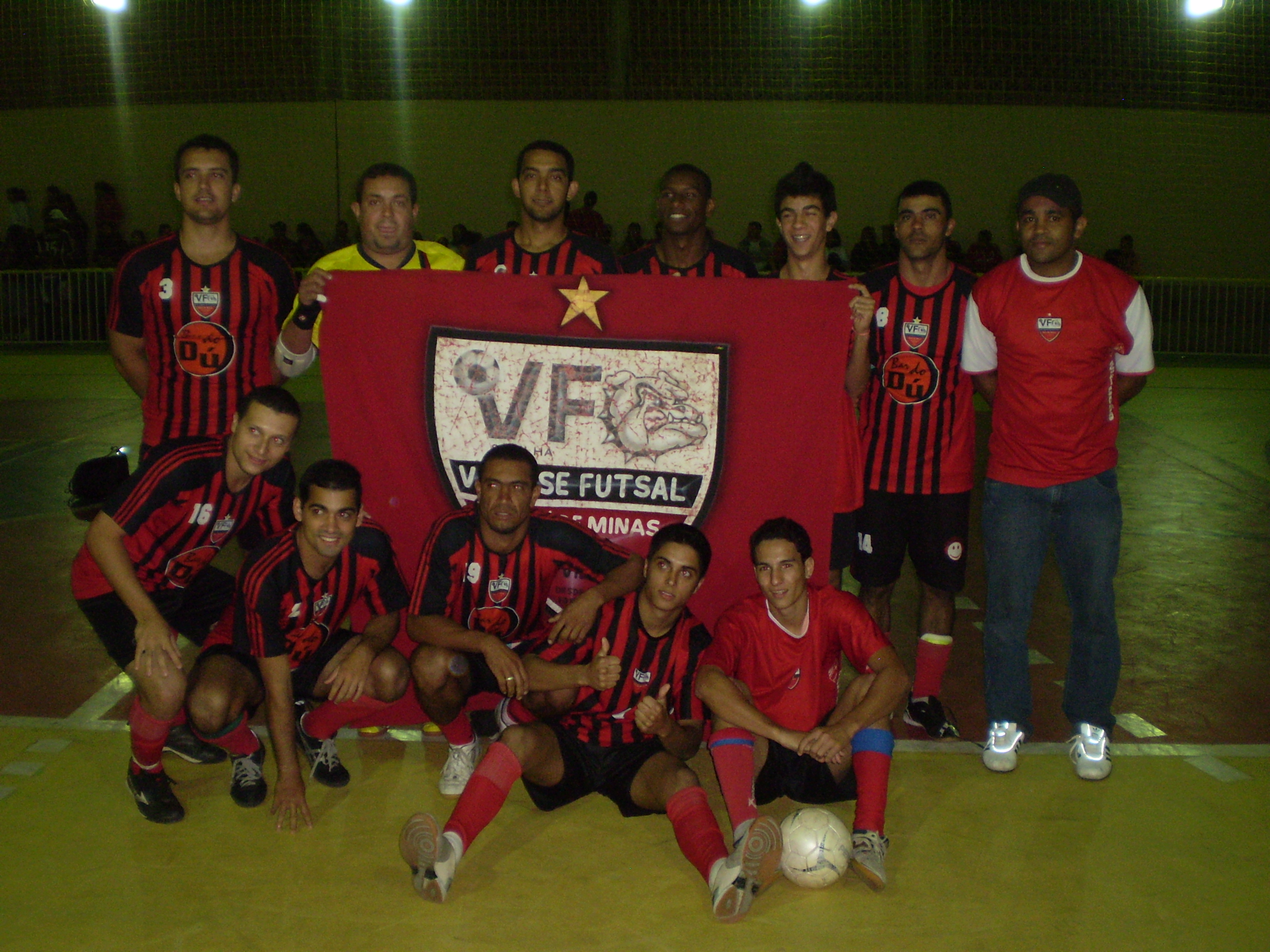
Time Campeão Regional do Centro-Oeste Mineiro Serra da Saudade 2010.

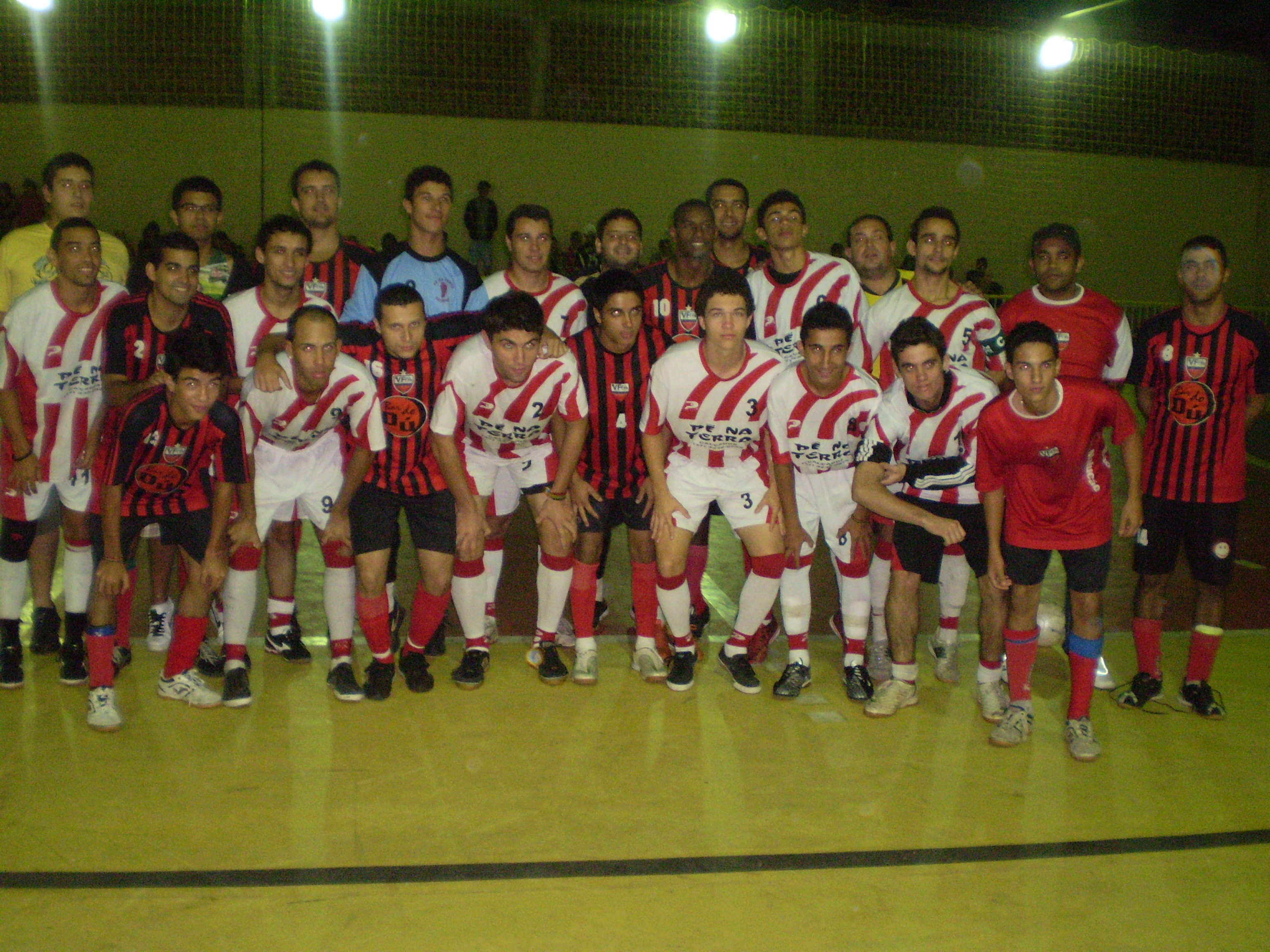
Vilense e Pé Na Terra, Campeão e Vice-campeão do Campeonato Regional do Centro Oeste Mineiro Serra da Saudade 2010.

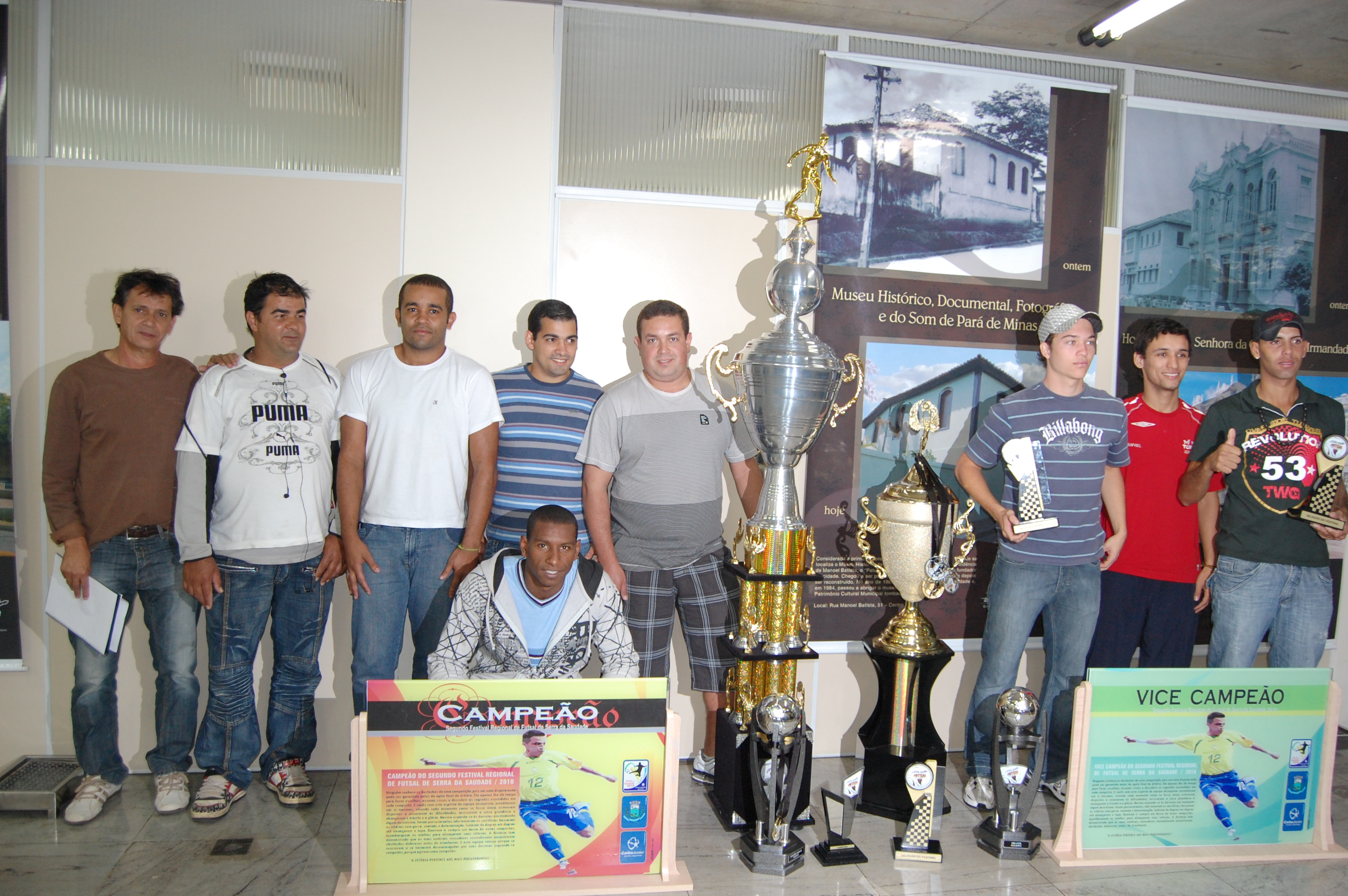
Vilense Campeão, Coletiva de Imprensa e Homenagens na Prefeitura Municipal de Pará de Minas.

| DATA       | FASE             | TIME A  | PLACAR  | TIME B                          |
| ---------- | ---------------- | ------- | ------- | ------------------------------- |
| 05/06/2010 | 1ª Fase          | Vilense | 03 x 02 | Sonho de Craque (Bambuí)        |
| 05/06/2010 | Oitavas-de-Final | Vilense | 11 x 02 | Juventus (Biquinhas)            |
| 05/06/2010 | Quartas-de-Final | Vilense | 06 x 00 | Black Burn (Abaeté)             |
| 06/06/2010 | Semifinal        | Vilense | 10 x 06 | Navalha 5 Irmãos (Nova Serrana) |
| 06/06/2010 | Final            | Vilense | 07 x 01 | Pé Na Terra (Pará de Minas)     |

### MASTER - Campeão Regional Copa Sicoob Credicoop 2020 (Pitangui)

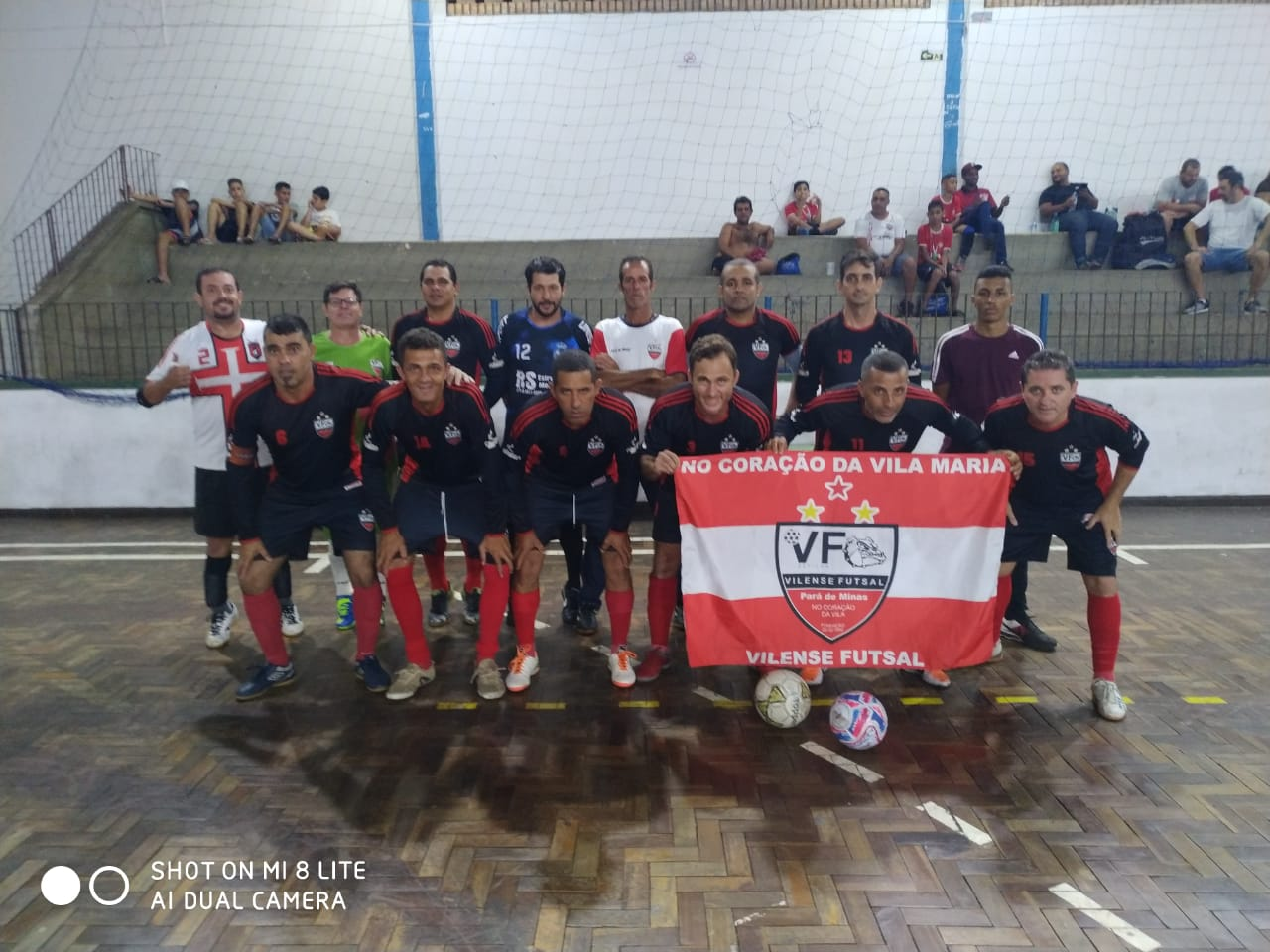
Time Campeão Regional Sicoob Credicoop 2020 (Pitangui)

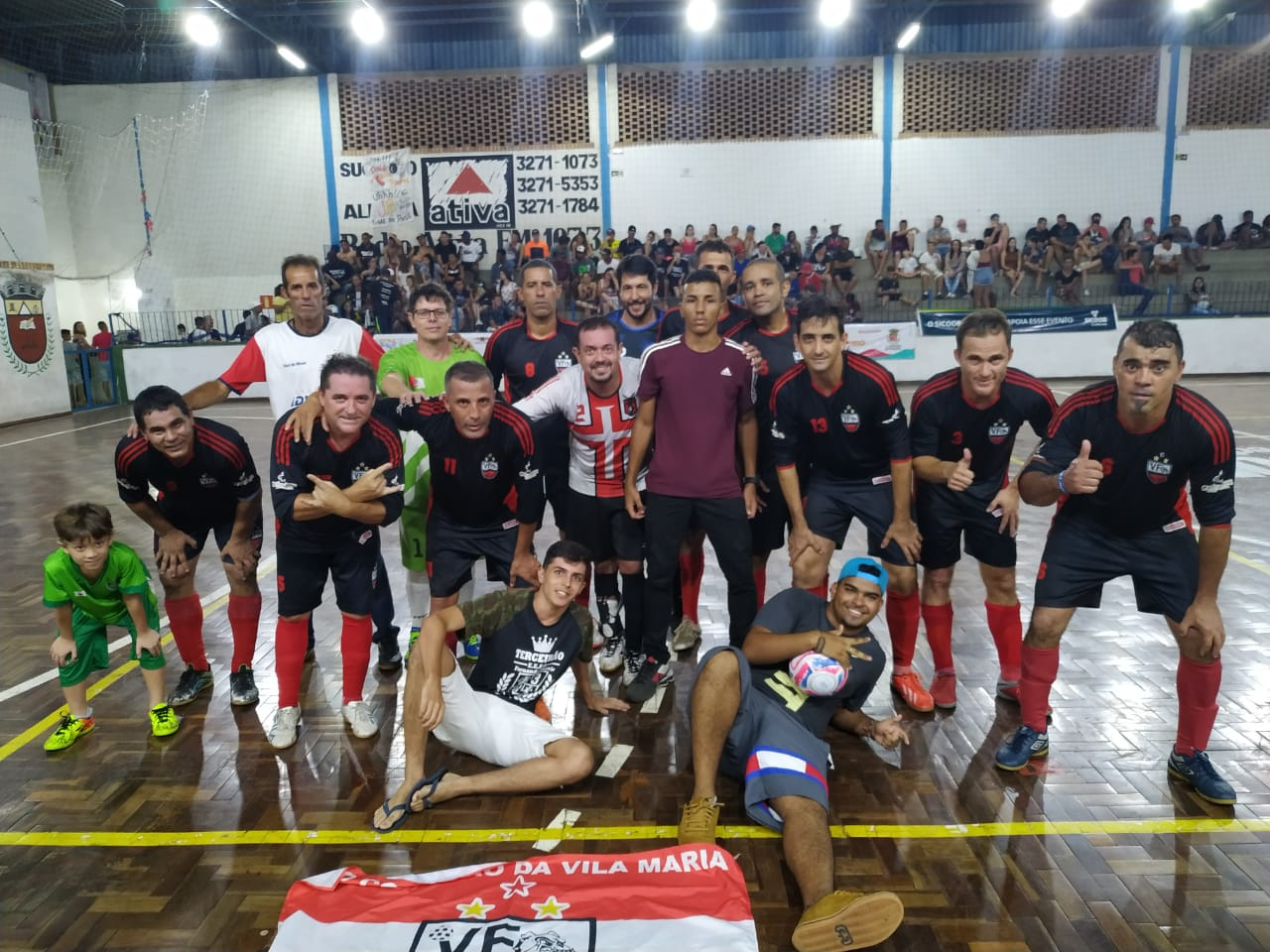
Comemoração

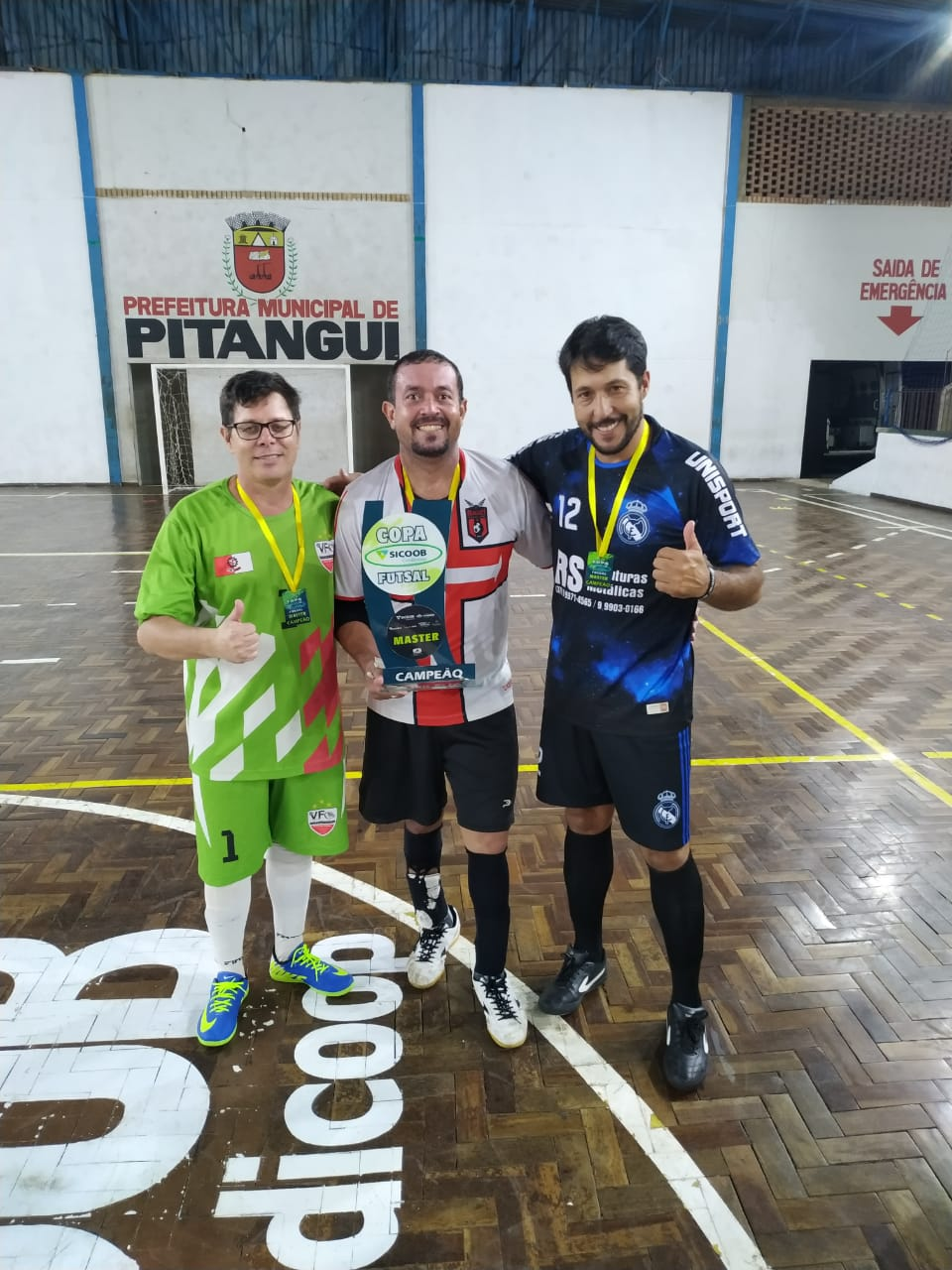
Paredões - Os goleiros campeões

| DATA       | FASE                 | TIME A  | PLACAR  | TIME B                         |
| ---------- | -------------------- | ------- | ------- | ------------------------------ |
| 16/01/2020 | Fase Classificatória | Vilense | 10 x 01 | Boleiros (Pitangui)            |
| 21/01/2020 | Fase Classificatória | Vilense | 03 x 02 | Amigos do Heleno (Pitangui)    |
| 25/01/2020 | Fase Classificatória | Vilense | 02 x 01 | Estrela / Bloco Uai (Pitangui) |
| 30/01/2020 | Final                | Vilense | 04 x 03 | Estrela / Bloco Uai (Pitangui) |

## Galeria de Jogadores Históricos do Vilense
Jogadores que conquistaram títulos importantes pelo Vilense, participaram de mais de 100 (cem) partidas na Categoria Adulto ou que participaram do 1º título do Vilense, em 1992.
Legenda
- : Capitão
- : Prata da casa (Jogador da base)
- : Campeão Primeiro Título do Vilense
Títulos Copa Ouro de Futsal pelo Vilense
- : Falecido